# Danh sách tập Keep Running
Keep Running (tên cũ: Running Brothers) hay Hurry Up! Brothers, được dịch ra là Chạy nhanh nào, anh em (奔跑吧兄弟) là một chương trình giải trí thực tế của đài truyền hình Hàng Châu - Chiết Giang, Trung Quốc được mua bản quyền từ SBS từ chương trình giải trí thực tế số một tại Hàn Quốc là Running Man. Do vấn đề ngoại giao Trung - Hàn (Trung Quốc phản đối Hoa Kỳ đặt Hệ thống phòng thủ tên lửa tầm cao giai đoạn cuối tại Hàn Quốc) nên chương trình đã đổi tên thành Keep Running (奔跑吧) từ mùa 5.
Keep Running mỗi mùa sẽ có 7 (6 hoặc 8) thành viên cố định. Khác với độ dài hơn năm trăm tập ở Running Man, thì Keep Running được chia theo mùa.
Chương trình đã quay tổng cộng 14 mùa bao gồm 11 mùa chính, 2 mùa Keep Running Hoàng Hà, 1 mùa "Cùng làm giàu" và 1 mùa "Sinh thái" tính đến năm 2023. 
Trên ứng dụng youtube mùa 1,2,3,4 mang tên Running Man China. Mùa 5,6,7,8,9,10,11 có tiêu đề Keep Running season 1,2,3,4,5,6,7.

## Mùa 1: Đặng Siêu, Lý Thần, Trần Hách, Trịnh Khải, Angelababy, Vương Tổ Lam, Vương Bảo Cường
| Công chúa Baby                         | Công chúa Hùng Đại Lâm           | Công chúa Tạ Y Lâm              |
| -------------------------------------- | -------------------------------- | ------------------------------- |
| Angelababy, Đặng Siêu, Vương Bảo Cường | Hùng Đại Lâm, Lý Thần, Thẩm Lăng | Tạ Y Lâm, Trần Hách, Trịnh Khải |

| Đại học A                         | Đại học D                                | Đại học L                             |
| --------------------------------- | ---------------------------------------- | ------------------------------------- |
| Trần Hách, Trịnh Khải, Angelababy | Đặng Siêu, Vương Tổ Lam, Vương Bảo Cường | Lý Thần, Ngô Ánh Khiết, Lâm Tuấn Kiệt |

## Mùa 2: Đặng Siêu, Lý Thần, Trần Hách, Trịnh Khải, Angelababy, Vương Tổ Lam, Bao Bối Nhĩ
| Thần Chỉ Phái                 | Thần Xào Phái                 | Thần Toán Phái                       |
| ----------------------------- | ----------------------------- | ------------------------------------ |
| Trịnh Khải, Angelababy, Âu Đệ | Lý Thần, Trần Hách, Tống Giai | Đặng Siêu, Vương Tổ Lam, Bao Bối Nhĩ |

| Đội Đặng Siêu                                  | Đội Diêu Thần                   | Đội Tô Kiến Tín              | Đội Tiêu Kính Đằng                       |
| ---------------------------------------------- | ------------------------------- | ---------------------------- | ---------------------------------------- |
| Đặng Siêu, Đổng Thành Bằng, Cát Khắc Tuyển Dật | Lý Thần, Diêu Thần, Bao Bối Nhĩ | Trần Hách, Baby, Tô Kiến Tín | Trịnh Khải, Vương Tổ Lam, Tiêu Kính Đằng |

| Đội vàng                          | Đội xanh                          | Đội đỏ                           |
| --------------------------------- | --------------------------------- | -------------------------------- |
| Đặng Siêu, Bao Bối Nhĩ, Liễu Nham | Trần Hách, Trịnh Khải, Angelababy | Lý Thần, Vương Tổ Lam, Đường Yên |

## Mùa 3: Đặng Siêu, Lý Thần, Trần Hách, Trịnh Khải, Angelababy, Vương Tổ Lam, Lộc Hàm
| Tập                                 | Địa điểm                                                                 | Chủ đề                                      | Khách mời                                                        | Đội | Đội | Đội | Nhiệm vụ                                                | Kết quả                          | Ghi chú | Ghi chú |
| ----------------------------------- | ------------------------------------------------------------------------ | ------------------------------------------- | ---------------------------------------------------------------- | --- | --- | --- | ------------------------------------------------------- | -------------------------------- | --- | --- |
| 1                                   | Thiên Đường- Lạc Dương (Hồ Nam)                                          | Cuộc chiến bảo vệ hoa mẫu đơn               | Không khách mời                                                  | Sát Thủ: Đặng Siêu, Lý Thần, Vương Tổ Lam, Angelababy, Trịnh Khải, Trần Hách Tiên Đồng: Lộc Hàm | Sát Thủ: Đặng Siêu, Lý Thần, Vương Tổ Lam, Angelababy, Trịnh Khải, Trần Hách Tiên Đồng: Lộc Hàm | Không chia đội (Thi đấu đồng đội) | Làm cho nở hoa mẫu đơn                                  | Tất cả thắng                     | 7 anh em nhận được quà                                                                                            | 7 anh em nhận được quà                                                                                            |
| 2                                   | Đại học khoa học và công nghệ Hồ Nam Lạc Dương (Hồ Nam)                  | Lao động là vinh quang                      | Trần Kiều Ân, Tống Giai, Quách Thái Khiết, Mã Tô, Trương Tuệ Văn | Đội đỏ: Đặng Siêu, Angelababy Đội lam: Lý Thần, Trần Kiều Ân Đội tím: Trịnh Khải, Quách Thái Khiết Đội lục: Trần Hách, Tống Giai Đội cam: Lộc Hàm, Trương Tuệ Văn Đội hồng: Vương Tổ Lam, Mã Tô | Đội đỏ: Đặng Siêu, Angelababy Đội lam: Lý Thần, Trần Kiều Ân Đội tím: Trịnh Khải, Quách Thái Khiết Đội lục: Trần Hách, Tống Giai Đội cam: Lộc Hàm, Trương Tuệ Văn Đội hồng: Vương Tổ Lam, Mã Tô             | Đội đỏ: Đặng Siêu, Angelababy Đội lam: Lý Thần, Trần Kiều Ân Đội tím: Trịnh Khải, Quách Thái Khiết Đội lục: Trần Hách, Tống Giai Đội cam: Lộc Hàm, Trương Tuệ Văn Đội hồng: Vương Tổ Lam, Mã Tô             | Đánh bại đội khác                                       | Đội hồng thắng                   | Đội hồng nhận huy hiệu và máy kéo. Tất cả nhận được quà                                                           | Đội hồng nhận huy hiệu và máy kéo. Tất cả nhận được quà                                                           |
| 3                                   | Trung tâm thể thao Bay Quảng Đông (Thâm Quyến)                           | Cuộc chiến của thiên đoàn thần tượng        | Tiêu Á Hiên, Ngô Mạc Sầu, Anh em Đũa                             | Men In Black: Đặng Siêu, Lộc Hàm, Vương Tổ Lam, Tiêu Á Hiên, Anh em Đũa | Trắng không tì vết: Lý Thần, Baby, Trịnh Khải, Trần Hách, Ngô Mạc Sầu | Trắng không tì vết: Lý Thần, Baby, Trịnh Khải, Trần Hách, Ngô Mạc Sầu | Đánh bại đội khác                                       | Men In Black thắng               | Men In Black nhận cúp và huy hiệu                                                                                 | Men In Black nhận cúp và huy hiệu                                                                                 |
| 4                                   | Cửa sổ Thế giới Quảng Đông (Thâm Quyến)                                  | Cuộc chiến Lemuria                          | Tạ Na                                                            | Đội Thiên Bá: Đặng Siêu - Trần Hách Đội Gốm Thép: Lý Thần - Lộc Hàm Đội Chú Báo săn ấy: Trịnh Khải - Tạ Na Đội Lam Dĩnh: Angelababy - Vương Tổ Lam | Đội hành tinh Lemuria: Tạ Na, Vương Tổ Lam Đội Tinh anh khoa họcTrái Đất: Đặng Siêu, Lý Thần, Trịnh Khải, Angelababy, Trần Hách, Lộc Hàm                                                                    | Đội hành tinh Lemuria: Tạ Na, Vương Tổ Lam Đội Tinh anh khoa họcTrái Đất: Đặng Siêu, Lý Thần, Trịnh Khải, Angelababy, Trần Hách, Lộc Hàm                                                                    | Đánh bại đội khác                                       | Tạ Na thắng                      | Mỗi người nhận được huy hiệu. Tạ Nanhận thêm máy tính                                                             | Mỗi người nhận được huy hiệu. Tạ Nanhận thêm máy tính                                                             |
| 5                                   | Đại Đường Phù Dung Viên, Tử Vân Các Thiểm Tây (Tây An)                   | Bảng xếp hạng ẩm thực                       | Hạ Vũ, Hoàng Bột, Lâm Tâm Như                                    | Đội lam: Đặng Siêu, Lâm Tâm Như Đội hồng: Angelababy, Hoàng Bột Đội cam: Lý Thần, Hạ Vũ Đội lục: Vương Tổ Lam, Trần Hách Đội vàng: Trịnh Khải, Lộc Hàm | Đội lam: Đặng Siêu, Lâm Tâm Như Đội hồng: Angelababy, Hoàng Bột Đội cam: Lý Thần, Hạ Vũ Đội lục: Vương Tổ Lam, Trần Hách Đội vàng: Trịnh Khải, Lộc Hàm                                                      | Đội lam: Đặng Siêu, Lâm Tâm Như Đội hồng: Angelababy, Hoàng Bột Đội cam: Lý Thần, Hạ Vũ Đội lục: Vương Tổ Lam, Trần Hách Đội vàng: Trịnh Khải, Lộc Hàm                                                      | Đánh bại đội khác                                       | Đội hồng thắng                   | Đội hồng nhận được huy hiệu và bộ thìa, đũa. Baby tặng cho Lâm Tâm Như và Hạ Vũ.                                  | Đội hồng nhận được huy hiệu và bộ thìa, đũa. Baby tặng cho Lâm Tâm Như và Hạ Vũ.                                  |
| 6                                   | Lâu đài X Thiểm Tây (Tây An)                                             | Cuộc chiến phục hưng gia tộc                | Phùng Thiệu Phong, Liễu Nham, Ella (S.H.E)                       | Không chia đội (Thi đấu đồng đội) | Không chia đội (Thi đấu đồng đội) | Không chia đội (Thi đấu đồng đội) | Truy tìm người ngoại tộc                                | Người thừa kế thắng              | Người thừa kế nhận được nhẫn vàng. Đặng Siêu tặng lại cho Ella                                                    | Người thừa kế nhận được nhẫn vàng. Đặng Siêu tặng lại cho Ella                                                    |
| 7                                   | Lâu đài X Thiểm Tây (Tây An)                                             | Cuộc chiến phục hưng gia tộc                | Phùng Thiệu Phong, Liễu Nham, Ella (S.H.E)                       | Người thừa kế: Lý Thần, Đặng Siêu Dòng họ gia tộc:Angelababy, Trịnh Khải, Vương Tổ Lam, Liễu Nham, Lộc Hàm, Phùng Thiệu Phong | Người thừa kế: Lý Thần, Đặng Siêu Dòng họ gia tộc:Angelababy, Trịnh Khải, Vương Tổ Lam, Liễu Nham, Lộc Hàm, Phùng Thiệu Phong                                                                               | Người ngoại tộc: Trần Hách, Ella | Truy tìm người ngoại tộc                                | Người thừa kế thắng              | Người thừa kế nhận được nhẫn vàng. Đặng Siêu tặng lại cho Ella                                                    | Người thừa kế nhận được nhẫn vàng. Đặng Siêu tặng lại cho Ella                                                    |
| 8                                   | Bảo tàng hóa thạch Nam Kinh (Nam Kinh- Giang Tô)                         | Cuộc chiến bảo vệ Nữ vương Bạch thiên sứ    | Tôn Lệ                                                           | \| Vòng 1 \| Vòng 1 \| Vòng 2 \| Vòng 2 \| \| Đội cam \| Đội xanh \| Đội cam \| Đội xanh \| \| ----------------------------------- \| ----------------------------------- \| ----------------------------------- \| ----------------------------------- \| \| Đặng Siêu, Baby, Tổ Lam, Trịnh Khải \| Lý Thần, Tôn Lệ, Trần Hách, Lộc Hàm \| Đặng Siêu, Baby, Trần Hách, Lộc Hàm \| Lý Thần, Tôn Lệ, Tổ Lam, Trịnh Khải \| | Bạch thiên sứ: Lý Thần, Angelababy, Tôn Lệ, Vương Tổ Lam, Trịnh Khải Hắc thiên sứ: Đặng Siêu, Lộc Hàm, Trần Hách                                                                                            | Bạch thiên sứ: Lý Thần, Angelababy, Tôn Lệ, Vương Tổ Lam, Trịnh Khải Hắc thiên sứ: Đặng Siêu, Lộc Hàm, Trần Hách                                                                                            | Đánh bại đội khác                                       | Bạch thiên sứ thắng              | Bạch thiên sứ nhận thiên sứ vàng. Tất cả đều có quà.                                                              | Bạch thiên sứ nhận thiên sứ vàng. Tất cả đều có quà.                                                              |
| 9                                   | Khu nghỉ dưỡng hồ Quan Lan, Hải Khấu (đảo Hải Nam)                       | Cuộc chiến tranh rương báu                  | Dương Mịch                                                       | Không chia đội (Thi đấu cá nhân) | Không chia đội (Thi đấu cá nhân) | Không chia đội (Thi đấu cá nhân) | Đánh bại thành viên khác                                | Trần Hách thắng                  | Trần Hách nhận 3 phần thưởng và tặng lại cho Dương Mịch huy hiệu R vàng.                                          | Trần Hách nhận 3 phần thưởng và tặng lại cho Dương Mịch huy hiệu R vàng.                                          |
| 10                                  | Nam Kinh                                                                 | Thách thức tổ chế tác                       | Vương Bảo Cường                                                  | Không chia đội (Thi đấu đồng đội) | Không chia đội (Thi đấu đồng đội) | Không chia đội (Thi đấu đồng đội) | Hoàn thành nhiệm vụ của tổ chế tác. Đánh bại tổ chế tác | Đoàn anh em thắng                | Sức mạnh đoàn kết chiến thắng. Tổ chế tác phải xuống nước. Mỗi thành viên nhận được một bộ ấm trà bằng bạc.       | Sức mạnh đoàn kết chiến thắng. Tổ chế tác phải xuống nước. Mỗi thành viên nhận được một bộ ấm trà bằng bạc.       |
| 11                                  | Bảo tàng Melbourne (Melbourne - Australia)                               | Cuộc chiến tranh giành Ngôi sao châu Úc     | Trương Lam Tâm, Hùng Đại Lâm, Lý Á Nam, Quách Bích Đình, Hà Tuệ  | Đội lam: Đặng Siêu và Angelababy Đội vàng: Lý Thần và Quách Bích Đình Đội hồng: Trịnh Khải và Hùng Đại Lâm Đội tím: Vương Tổ Lam và Lý Á Nam Đội lục: Lộc Hàm và Trương Lam Tâm Đội đỏ: Trần Hách và Hà Tuệ | Đội lam: Đặng Siêu và Angelababy Đội vàng: Lý Thần và Quách Bích Đình Đội hồng: Trịnh Khải và Hùng Đại Lâm Đội tím: Vương Tổ Lam và Lý Á Nam Đội lục: Lộc Hàm và Trương Lam Tâm Đội đỏ: Trần Hách và Hà Tuệ | Đội lam: Đặng Siêu và Angelababy Đội vàng: Lý Thần và Quách Bích Đình Đội hồng: Trịnh Khải và Hùng Đại Lâm Đội tím: Vương Tổ Lam và Lý Á Nam Đội lục: Lộc Hàm và Trương Lam Tâm Đội đỏ: Trần Hách và Hà Tuệ | Đánh bại đội khác                                       | Đội hồng thắng                   | Trịnh Khải và Hùng Đại Lâm được cấp bằng chứng nhận                                                               | Trịnh Khải và Hùng Đại Lâm được cấp bằng chứng nhận                                                               |
| 12                                  | Phân viện Tonsley của trường đại học Flinders (Adelaide- Australia)      | Cuộc chiến người mạnh nhất                  | Không khách mời                                                  | Không chia đội (Thi đấu cá nhân) | Không chia đội (Thi đấu cá nhân) | Không chia đội (Thi đấu cá nhân) | Đánh bại thành viên khác                                | Trần Hách thắng                  | Trần Hách là người mạnh nhất mùa 3. Và nhận tất cả giải thưởng                                                    | Trần Hách là người mạnh nhất mùa 3. Và nhận tất cả giải thưởng                                                    |
| 13 (tập đặc biệt)                   | Đoạt Vương bài dũng khí                                                  | Chương trình đặc biệt ghi hình tại sân khấu | Liên Minh Người Thách Thức                                       | Phạm Băng Băng, Ngô Diệc Phàm, Lâm Canh Tân, Bạch Bách Hà, Hán Điển, Đại Bằng | Phạm Băng Băng, Ngô Diệc Phàm, Lâm Canh Tân, Bạch Bách Hà, Hán Điển, Đại Bằng | Đoàn Anh em | Đánh bại đội khác                                       | Liên Minh Người Thách Thức thắng | Lý Thần tham dự vòng chơi cuối với tư cách thành viên Liên Minh Người Thách Thức do Bạch Bách Hà bị thương ở chân | Lý Thần tham dự vòng chơi cuối với tư cách thành viên Liên Minh Người Thách Thức do Bạch Bách Hà bị thương ở chân |
| 14 (tập đặc biệt)                   | Trung tâm hội nghị quốc tế diễn đàn châu Á Bác Ngao (Tam Á- đảo Hải Nam) | Chương trình đặc biệt mừng xuân             | Nhiều khách mời (70 khán giả khắp cả nước)                       | Đội đỏ: Đặng Siêu Đội tím: Lý Thần Đội vàng: Angelababy Đội cam: Trịnh Khải Đội hồng: Lộc Hàm Đội xanh: Trần Hách Đội lục: Vương Tổ Lam | Đội đỏ: Đặng Siêu Đội tím: Lý Thần Đội vàng: Angelababy Đội cam: Trịnh Khải Đội hồng: Lộc Hàm Đội xanh: Trần Hách Đội lục: Vương Tổ Lam                                                                     | Mỗi đội có 10 khán giả. Tổng cộng 1 đội 11 người | Đánh bại đội khác                                       | Đội hồng thắng                   | Đội chiến thắng nhận được chuyến du lịch Thái Lan                                                                 | Đội chiến thắng nhận được chuyến du lịch Thái Lan                                                                 |
| Vòng 1                              | Vòng 1                                                                   | Vòng 2                                      | Vòng 2                                                           | | | |                                                         |                                  | | |
| Đội cam                             | Đội xanh                                                                 | Đội cam                                     | Đội xanh                                                         | | | |                                                         |                                  | | |
| Đặng Siêu, Baby, Tổ Lam, Trịnh Khải | Lý Thần, Tôn Lệ, Trần Hách, Lộc Hàm                                      | Đặng Siêu, Baby, Trần Hách, Lộc Hàm         | Lý Thần, Tôn Lệ, Tổ Lam, Trịnh Khải                              | | | |                                                         |                                  | | |

## Mùa 4: Đặng Siêu, Lý Thần, Trần Hách, Trịnh Khải, Angelababy, Vương Tổ Lam, Lộc Hàm
| Tập | Địa điểm                                         | Địa điểm                                         | Chủ đề                                    | Khách mời                                                                                     | Đội | Đội | Đội | Nhiệm vụ                                                               | Kết quả                       | Ghi chú                                                                         |
| --- | ------------------------------------------------ | ------------------------------------------------ | ----------------------------------------- | --------------------------------------------------------------------------------------------- | --- | --- | --- | ---------------------------------------------------------------------- | ----------------------------- | ------------------------------------------------------------------------------- |
| 1   | Bảo tàng Hàng Châu (Chiết Giang- Hàng Châu)      | Bảo tàng Hàng Châu (Chiết Giang- Hàng Châu)      | Xếp hạng Lam Nha Bảng                     | Trần Kiến Châu (Blackie)                                                                      | Không chia đội (Thi đấu cá nhân) | Không chia đội (Thi đấu cá nhân) | Không chia đội (Thi đấu cá nhân) | Thu thập Thanh năng lượng để giành ngôi vị cao nhất trong Lam Nha Bảng | Lý Thần thắng                 | Vương Tổ Lam được sự trợ giúp của Blackie Trần Kiến Châu                        |
| 2   | (Chiết Giang- Hàng Châu)                         | (Chiết Giang- Hàng Châu)                         | Cuộc chiến hoa hồng- Hiệp sĩ và công chúa | Trương Quân Ninh, Giả Linh, Mã Tư Thuần, Lâm Duẫn, Hà Tuệ                                     | Đội Xanh: Đặng Siêu- Lâm Duẫn Đội Vàng: Lý Thần- Trương Quân Ninh Đội Lục: Trịnh Khải- Angelababy Đội Đỏ: Lộc Hàm- Mã Tư Thuần Đội Cam: Trần Hách- Giả Linh Đội Tím: Vương Tổ Lam- Hà Tuệ                                             | Đội Xanh: Đặng Siêu- Lâm Duẫn Đội Vàng: Lý Thần- Trương Quân Ninh Đội Lục: Trịnh Khải- Angelababy Đội Đỏ: Lộc Hàm- Mã Tư Thuần Đội Cam: Trần Hách- Giả Linh Đội Tím: Vương Tổ Lam- Hà Tuệ                                             | Đội Xanh: Đặng Siêu- Lâm Duẫn Đội Vàng: Lý Thần- Trương Quân Ninh Đội Lục: Trịnh Khải- Angelababy Đội Đỏ: Lộc Hàm- Mã Tư Thuần Đội Cam: Trần Hách- Giả Linh Đội Tím: Vương Tổ Lam- Hà Tuệ                                             | Đánh bại đội khác                                                      | Hà Tuệ - Lý Thần thắng        | Thay đổi số lượng thành viên mỗi đội thông qua việc xé bảng tên                 |
| 3   | Hạ Môn (Phúc Kiến)                               | Hạ Môn (Phúc Kiến)                               | Đặc Công FBR                              | Lâm Canh Tân, Trần Gia Hoa (Ella)                                                             | Đội đuổi bắt: Lý Thần, Trịnh Khải, Vương Tổ Lam, Lộc Hàm, Angelababy, Ella, Lâm Canh Tân | Đặc công Bảng Trắng: Đặng Siêu, Trần Hách | Đặc công Bảng Trắng: Đặng Siêu, Trần Hách | Tìm Bảng Trắng và lấy gợi ý về Huân Chương Vàng                        | Đặc công Bảng Trắng thắng     |                                                                                 |
| 4   | Khách sạn Đế Nguyên Victoria- Hạ Môn (Phúc Kiến) | Khách sạn Đế Nguyên Victoria- Hạ Môn (Phúc Kiến) | Thời Học Sinh Của Tôi                     | Trần Ý Hàm, Trương Thiên Ái                                                                   | Đội Xanh: Đặng Siêu, Lộc Hàm, Trần Ý Hàm Đội Vàng: Lý Thần, Trương Thiên Ái, Vương Tổ Lam Đội Hồng: Angelababy, Trịnh Khải, Trần Hách                                                                                                 | Đội Xanh: Đặng Siêu, Lộc Hàm, Trần Ý Hàm Đội Vàng: Lý Thần, Trương Thiên Ái, Vương Tổ Lam Đội Hồng: Angelababy, Trịnh Khải, Trần Hách                                                                                                 | Đội Xanh: Đặng Siêu, Lộc Hàm, Trần Ý Hàm Đội Vàng: Lý Thần, Trương Thiên Ái, Vương Tổ Lam Đội Hồng: Angelababy, Trịnh Khải, Trần Hách                                                                                                 | Đánh bại đội khác                                                      | Đội Hồng thắng                |                                                                                 |
| 5   | Làng người Anh- Hàn Quốc                         | Làng người Anh- Hàn Quốc                         | Đại Chiến Cắm Trại                        | Running Man                                                                                   | Đội Xanh: Đặng Siêu, Yoo Jae Suk Đội Đỏ: Kim Jong Kook, Angelababy Đội Trắng: Lý Thần, Song Ji Hyo Đội Xám: Haha, Lộc Hàm Đội Đen: Trịnh Khải, Gary Đội Hồng: Lee Kwang Soo, Vương Tổ Lam Đội Nâu: Trần Hách, Ji Suk Jin              | Đội Xanh: Đặng Siêu, Yoo Jae Suk Đội Đỏ: Kim Jong Kook, Angelababy Đội Trắng: Lý Thần, Song Ji Hyo Đội Xám: Haha, Lộc Hàm Đội Đen: Trịnh Khải, Gary Đội Hồng: Lee Kwang Soo, Vương Tổ Lam Đội Nâu: Trần Hách, Ji Suk Jin              | Đội Xanh: Đặng Siêu, Yoo Jae Suk Đội Đỏ: Kim Jong Kook, Angelababy Đội Trắng: Lý Thần, Song Ji Hyo Đội Xám: Haha, Lộc Hàm Đội Đen: Trịnh Khải, Gary Đội Hồng: Lee Kwang Soo, Vương Tổ Lam Đội Nâu: Trần Hách, Ji Suk Jin              | Đánh bại đội khác (Giành lấy vật dụng cắm trại)                        | Đội Xám thắng                 |                                                                                 |
| 6   | Tây Song Bản Nạp (Vân Nam)                       | Tây Song Bản Nạp (Vân Nam)                       | Truy Tìm Công Chúa Khổng Tước             | Bi-Rain, Trương Kiệt, Đàm Duy Duy                                                             | Đội xanh: Đặng Siêu, Angelababy, Lộc Hàm, Bi Rain, Trương Kiệt Đội vàng: Lý Thần, Trần Hách, Vương Tổ Lam, Trịnh Khải, Đàm Duy Duy | Đội xanh: Đặng Siêu, Angelababy, Lộc Hàm, Bi Rain, Trương Kiệt Đội vàng: Lý Thần, Trần Hách, Vương Tổ Lam, Trịnh Khải, Đàm Duy Duy | Nhiệm vụ cuối cùng: Không chia đội (Thi đấu cá nhân) | Đánh bại thành viên khác                                               | Lộc Hàm thắng                 |                                                                                 |
| 7   | Hàn Quốc                                         | Hàn Quốc                                         | Anh Em Hồ Lô                              | Trương Vũ Kỳ, Song Joong-ki                                                                   | Không chia đội | Không chia đội | Không chia đội | Tìm nơi cất giữ Crystal Running Ball                                   | Lý Thần và Vương Tổ Lam thắng |                                                                                 |
| 8   | Tây Song Bản Nạp (Vân Nam)                       | Tây Song Bản Nạp (Vân Nam)                       | Kỳ Án 12 Con Giáp                         | Trương Hàm Dư, Tô Hữu Bằng                                                                    | Đội Nhiệm Vụ: Đặng Siêu, Trần Hách, Angelababy, Vương Tổ Lam, Lý Thần, Trương Hàm Dư, Trịnh Khải | Đội Nhiệm Vụ: Đặng Siêu, Trần Hách, Angelababy, Vương Tổ Lam, Lý Thần, Trương Hàm Dư, Trịnh Khải | Thủ Phạm: Lộc Hàm, Tô Hữu Bằng | Truy tìm Thủ Phạm                                                      | Trần Hách thắng               |                                                                                 |
| 9   | Ninh Ba                                          | Ninh Ba                                          | Bảng Vàng Đề Danh                         | Na Anh, Tống Tiểu Bảo                                                                         | Không chia đội | Không chia đội | Không chia đội | Xé bảng tên theo yêu cầu trên Weibo                                    | Na Anh thắng                  | Na Anh tặng Lộc Hàm Running Ball                                                |
| 10  | A Nhĩ Sơn (Mông Cổ)                              | A Nhĩ Sơn (Mông Cổ)                              | Câu Chuyện Của Sói Và Cừu                 | Phượng Hoàng truyền kì, Lưu Duy, Dương Khôn                                                   | Đội Cừu: Đặng Siêu, Vương Tổ Lam, Dương Khôn, Tăng Nghị, Dương Ngụy Linh Hoa Gián Điệp Đội Lốt Sói: Lý Thần | Đội Sói: Lý Thần, Trần Hách, Trịnh Khải, Angelababy, Lưu Duy Gián Điệp Đội Lốt Cừu: Đặng Siêu | Đội Sói: Lý Thần, Trần Hách, Trịnh Khải, Angelababy, Lưu Duy Gián Điệp Đội Lốt Cừu: Đặng Siêu | Tìm Gián Điệp của mỗi đội                                              | Trần Hách, Đặng Siêu          | Lộc Hàm không tham gia ghi hình vì vấn đề sức khỏe                              |
| 11  | Khách sạn Khai Nguyên Danh Đô (Hàng Châu)        | Khách sạn Khai Nguyên Danh Đô (Hàng Châu)        | Cuộc Đào Tẩu Khỏi Hành Tinh R             | Lâm Chí Dĩnh, Giang Sơ Ảnh                                                                    | Không chia đội (Thi đấu đồng đội) | Không chia đội (Thi đấu đồng đội) | Không chia đội (Thi đấu đồng đội) | Chạy tiếp sức vượt 44 tầng lầu                                         | Tất Cả thắng                  |                                                                                 |
| 12  | Hohhot (Khu tự trị Nội Mông Cổ)                  | Hohhot (Khu tự trị Nội Mông Cổ)                  | Ai là dũng sĩ mạnh nhất vũ trụ            | Vương Tử Văn, Trần Kiến Châu, Hoa Thần Vũ, Nhạc Vân Bằng, Hướng Tá, Kiều Sam, Trương Tịnh Sơ. | Đội Trắng: Đặng Siêu, Nhạc Vân Bằng Đội Lục: Angelababy, Hướng Tá Đội Vàng: Lộc Hàm, Hoa Thần Vũ Đội Nâu: Trần Hách, Trương Tĩnh Sơ Đội Lam: Trịnh Khải, Vương Tử Văn Đội Tím: Lý Thần, Kiều Sam Đội Đỏ: Vương Tổ Lam, Trần Kiến Châu | Đội Trắng: Đặng Siêu, Nhạc Vân Bằng Đội Lục: Angelababy, Hướng Tá Đội Vàng: Lộc Hàm, Hoa Thần Vũ Đội Nâu: Trần Hách, Trương Tĩnh Sơ Đội Lam: Trịnh Khải, Vương Tử Văn Đội Tím: Lý Thần, Kiều Sam Đội Đỏ: Vương Tổ Lam, Trần Kiến Châu | Đội Trắng: Đặng Siêu, Nhạc Vân Bằng Đội Lục: Angelababy, Hướng Tá Đội Vàng: Lộc Hàm, Hoa Thần Vũ Đội Nâu: Trần Hách, Trương Tĩnh Sơ Đội Lam: Trịnh Khải, Vương Tử Văn Đội Tím: Lý Thần, Kiều Sam Đội Đỏ: Vương Tổ Lam, Trần Kiến Châu | Đánh bại đội khác                                                      | Đội Trắng thắng               | Đặng Siêu là người mạnh nhất mùa 4, nhận được cúp chiến thắng và huy hiệu vàng. |

## Mùa 5: Đặng Siêu, Lý Thần, Trần Hách, Trịnh Khải, Angelababy, Vương Tổ Lam, Lộc Hàm, Địch Lệ Nhiệt Ba
| Tập                                | Địa điểm                                                              | Chủ đề                                                                | Khách mời                                                                   | Khách mời                                                                   | Đội | Đội | Nhiệm vụ                                                              | Kết quả                                                                             | Ghi chú | Ghi chú | Ghi chú |
| ---------------------------------- | --------------------------------------------------------------------- | --------------------------------------------------------------------- | --------------------------------------------------------------------------- | --------------------------------------------------------------------------- | --- | --- | --------------------------------------------------------------------- | ----------------------------------------------------------------------------------- | --- | --- | --- |
| 1                                  | Trung tâm thương mại quốc tế Nghĩa Ô (Kim Hoa- Chiết Giang)           | Cuộc chiến khởi nghiệp                                                | Lưu Gia Linh, Ngụy Đại Huân, Quan Hiểu Đồng, Hoàng Tông Trạch, Viên San San | Lưu Gia Linh, Ngụy Đại Huân, Quan Hiểu Đồng, Hoàng Tông Trạch, Viên San San | Đội Lục: Lộc Hàm, Địch Lệ Nhiệt Ba, Trịnh Khải Đội Lam: Đặng Siêu, Lưu Gia Linh, Ngụy Đại Huân Đội Đỏ: Vương Tổ Lam, Huỳnh Tông Trạch, Viên San San Đội Vàng: Lý Thần, Trần Hách, Quan Hiểu Đồng | Đội Lục: Lộc Hàm, Địch Lệ Nhiệt Ba, Trịnh Khải Đội Lam: Đặng Siêu, Lưu Gia Linh, Ngụy Đại Huân Đội Đỏ: Vương Tổ Lam, Huỳnh Tông Trạch, Viên San San Đội Vàng: Lý Thần, Trần Hách, Quan Hiểu Đồng | Đánh bại đội khác                                                     | Đội Đỏ thắng được phần quà là bàn tính vàng                                         | Đội Lam nhận được giải thưởng đặc biệt là vương miện vì thuyết phục được ban giám khảo là kinh doanh phải từ trái tim.                          | Đội Lam nhận được giải thưởng đặc biệt là vương miện vì thuyết phục được ban giám khảo là kinh doanh phải từ trái tim.                          | Đội Lam nhận được giải thưởng đặc biệt là vương miện vì thuyết phục được ban giám khảo là kinh doanh phải từ trái tim.                          |
| 2                                  | Trung tâm hội nghị quốc tế Hàng Châu                                  | Quyết định của khán giả                                               | Trần Vỹ Đình, Lâm Tuấn Kiệt                                                 | Trần Vỹ Đình, Lâm Tuấn Kiệt                                                 | Đoàn Anh Em VS 400 Đại diện khán giả (gián điệp): Đặng Siêu, Lộc Hàm, Lâm Tuấn Kiệt | Đoàn Anh Em VS 400 Đại diện khán giả (gián điệp): Đặng Siêu, Lộc Hàm, Lâm Tuấn Kiệt | Đánh bại 400 khán giả                                                 | Đoàn Anh Em thắng                                                                   | Đoàn anh em nhận được dụng cụ pha trà Nam Tống Chiết Giang                                                                                      | Đoàn anh em nhận được dụng cụ pha trà Nam Tống Chiết Giang                                                                                      | Đoàn anh em nhận được dụng cụ pha trà Nam Tống Chiết Giang                                                                                      |
| 3                                  | Đại Lý (Vân Nam)                                                      | Cuộc chiến nam nữ                                                     | Dung Tổ Nhi, Thái Trác Nghiên, Lâm Chí Linh, Đường Nghệ Hân, Lý Thấm        | Dung Tổ Nhi, Thái Trác Nghiên, Lâm Chí Linh, Đường Nghệ Hân, Lý Thấm        | Đội Nam: Đặng Siêu, Lý Thần, Trịnh Khải, Trần Hách, Vương Tổ Lam, Lộc Hàm | Đội Nữ: Lâm Chí Linh, Dung Tổ Nhi, Thái Trác Nghiên, Đường Nghệ Hân, Lý Thấm, Địch Lệ Nhiệt Ba | Đánh bại đội khác                                                     | Đội Nam thắng                                                                       | Đội nam chọn người đồng hành cho tập sau nhưng đội nam nhường quyền này cho đội nữ.                                                             | Đội nam chọn người đồng hành cho tập sau nhưng đội nam nhường quyền này cho đội nữ.                                                             | Đội nam chọn người đồng hành cho tập sau nhưng đội nam nhường quyền này cho đội nữ.                                                             |
| 4                                  | Đại Lý (Vân Nam)                                                      | Hẹn hò Đại Lý                                                         | Dung Tổ Nhi, Thái Trác Nghiên, Lâm Chí Linh, Đường Nghệ Hân, Lý Thấm        | Dung Tổ Nhi, Thái Trác Nghiên, Lâm Chí Linh, Đường Nghệ Hân, Lý Thấm        | Đội Trâu Nhi: Lý Thần, Dung Tổ Nhi Đội Siêu Táp: Đặng Siêu, Thái Trác Nghiên Đội Linh Lan: Vương Tổ Lam, Lâm Chí Linh Đội Lòng Son: Trần Hách, Lý Thấm Đội Vui Vẻ: Trịnh Khải, Đường Nghệ Hân Đội Lục Địa: Lộc Hàm, Địch Lệ Nhiệt Ba | Đội Trâu Nhi: Lý Thần, Dung Tổ Nhi Đội Siêu Táp: Đặng Siêu, Thái Trác Nghiên Đội Linh Lan: Vương Tổ Lam, Lâm Chí Linh Đội Lòng Son: Trần Hách, Lý Thấm Đội Vui Vẻ: Trịnh Khải, Đường Nghệ Hân Đội Lục Địa: Lộc Hàm, Địch Lệ Nhiệt Ba | Đánh bại đội khác                                                     | Đội Trâu Nhi, Đội Lòng Son, Đội Lục Địa thắng và nhận được phần thưởng là vòng bạc. | | | |
| 5                                  | Diên An (Thiểm Tây)                                                   | Bảo vệ Hoàng Hà                                                       | Cảnh Điềm, Giả Linh, Lý Vân Địch                                            | Cảnh Điềm, Giả Linh, Lý Vân Địch                                            | Không chia đội | Không chia đội | Hợp xướng bài hát Bảo vệ Hoàng Hà                                     | Tất cả hoàn thành hợp xướng Bảo vệ Hoàng Hà                                         | - Đặng Siêu đọc diễn cảm - Lộc Hàm, Nhiệt Ba,Tổ Lam, Trần Hách, Cảnh Điềm hát chính - Trịnh Khải, Giả Linh Hợp xướng - Lý Thần dẫn chương trình | - Đặng Siêu đọc diễn cảm - Lộc Hàm, Nhiệt Ba,Tổ Lam, Trần Hách, Cảnh Điềm hát chính - Trịnh Khải, Giả Linh Hợp xướng - Lý Thần dẫn chương trình | - Đặng Siêu đọc diễn cảm - Lộc Hàm, Nhiệt Ba,Tổ Lam, Trần Hách, Cảnh Điềm hát chính - Trịnh Khải, Giả Linh Hợp xướng - Lý Thần dẫn chương trình |
| 6                                  | Diên An (Thiểm Tây)                                                   | Giành giải thưởng du lịch cho dân làng ở địa phương                   | Cảnh Điềm, Giả Linh, Vương Gia Nhĩ                                          | Cảnh Điềm, Giả Linh, Vương Gia Nhĩ                                          | Đội đỏ: Đặng Siêu, Lộc Hàm, Lý Thần, Cảnh Điềm, Giả Linh | Đội xanh: Trịnh Khải, Địch Lệ Nhiệt Ba, Trần Hách, Vương Tổ Lam, Vương Gia Nhĩ. | Đánh bại đội khác                                                     | Đội đỏ thắng                                                                        | | | |
| 7                                  | Đại Lý (Vân Nam)                                                      | Phục hưng gia tộc II                                                  | Lưu Đào, Mã Đông                                                            | Lưu Đào, Mã Đông                                                            | Người điều tra: Trần Hách, Trịnh Khải Sứ thần: Lưu Đào, Địch Lệ Nhiệt Ba, Lộc Hàm, Vương Tổ Lam Thần lực: Đặng Siêu | Hung thủ: Lý Thần, Mã Đông | Tìm ra hung thủ trộm khiên và sát hại quốc sư                         | Sứ thần thắng                                                                       | | | |
| 8                                  | Đại Liên (Liêu Ninh)                                                  | Baby trở lại                                                          | Không khách mời                                                             | Không khách mời                                                             | Đội đỏ: Địch Lệ Nhiệt Ba, Lộc Hàm, Lý Thần, Trần Hách Đội vàng: Angelababy, Đặng Siêu, Vương Tổ Lam, Trịnh Khải | Angelababy với 7 Anh em | Lừa Angelababy (thực tế không chia đội)                               | 7 Anh em thắng                                                                      | 7 Anh em nhận được vàng, Angelababy nhận quà mừng quay trở lại từ đoàn Anh em và ban tổ chức.                                                   | 7 Anh em nhận được vàng, Angelababy nhận quà mừng quay trở lại từ đoàn Anh em và ban tổ chức.                                                   | 7 Anh em nhận được vàng, Angelababy nhận quà mừng quay trở lại từ đoàn Anh em và ban tổ chức.                                                   |
| 9                                  | Đại Liên (Liêu Ninh)                                                  | Cuộc chiến bảo vệ ánh sáng                                            | Nguyễn Kinh Thiên, Quách Kinh Phi, Lâm Gia Hân                              | Nguyễn Kinh Thiên, Quách Kinh Phi, Lâm Gia Hân                              | Đội "Người bảo vệ": Đặng Siêu, Lộc Hàm, Địch Lệ Nhiệt Ba (tự nhầm là thành viên của đội Người cướp đoạt), Vương Tổ Lam, Trịnh Khải, Lâm Gia Hân "Ánh sáng thành phố": Đặng Siêu | Đội "Người cướp đoạt": Lý Thần, Trần Hách, Nguyễn Kinh Thiên, Quách Kính Phi, Angelababy | Đánh bại đội khác                                                     | Đội "Người bảo vệ" thắng                                                            | Đội thắng nhận được vòng vàng | Đội thắng nhận được vòng vàng | Đội thắng nhận được vòng vàng |
| 10                                 | Trịnh Châu                                                            | Cuộc chiến dành ống kính                                              | Trương Khải Lệ, Lâm Y Thần, Nhậm Gia Luân, Lý Hiện                          | Trương Khải Lệ, Lâm Y Thần, Nhậm Gia Luân, Lý Hiện                          | \| Ráng chiều TV \| Ăn uống TV \| Running Music TV \| Cơ bắp Tv \| \| ---------------------------------- \| --------------------------------------- \| ------------------------------------ \| ------------------------------- \| \| Đặng Siêu, Lý Thần, Trương Khải Lệ \| Trần Hách, Địch Lệ Nhiệt Ba, Lâm Y Thần \| Vương Tổ Lam, Lộc Hàm, Nhậm Gia Luân \| Trịnh Khải, Angelababy, Lý Hiện \| | \| Ráng chiều TV \| Ăn uống TV \| Running Music TV \| Cơ bắp Tv \| \| ---------------------------------- \| --------------------------------------- \| ------------------------------------ \| ------------------------------- \| \| Đặng Siêu, Lý Thần, Trương Khải Lệ \| Trần Hách, Địch Lệ Nhiệt Ba, Lâm Y Thần \| Vương Tổ Lam, Lộc Hàm, Nhậm Gia Luân \| Trịnh Khải, Angelababy, Lý Hiện \| | Đánh bại các đội khác                                                 | Cơ bắp TV thắng                                                                     | | | |
| 11                                 | Cộng hòa Séc                                                          | Cuộc thi đấu hữu nghị Trung Quốc - CH Czech                           | Chu Á Văn, Dương Húc Văn                                                    | Chu Á Văn, Dương Húc Văn                                                    | Đội 1: Đặng Siêu, Trần Hách, Trịnh Khải, Angelababy, Dương Húc Văn, Lý Thần, Vương Tổ Lam, Chu Á Văn, Địch Lệ Nhiệt Ba, Lộc Hàm | Đội 2: Đoàn Anh Em CH Czech | Đánh bại đội khác                                                     | Đoàn Anh Em Czech thắng                                                             | Hai bên nhận được quà lưu niệm của nhau, phía Trung Quốc nhận được ly thủy tinh còn phía Czech là quạt giấy.                                    | Hai bên nhận được quà lưu niệm của nhau, phía Trung Quốc nhận được ly thủy tinh còn phía Czech là quạt giấy.                                    | Hai bên nhận được quà lưu niệm của nhau, phía Trung Quốc nhận được ly thủy tinh còn phía Czech là quạt giấy.                                    |
| 12                                 | Cộng hòa Séc                                                          | Người Trong Tranh                                                     | Vương Lực Hoành, Ứng Thể Nhi, Hàn Đông Quân, Trương Thiên Ái                | Vương Lực Hoành, Ứng Thể Nhi, Hàn Đông Quân, Trương Thiên Ái                | Đội 1: Trịnh Khải, Angela Baby Đội 2: Lộc Hàm, Địch Lệ Nhiệt Ba Đội 3: Trần Hách, Trương Thiên Ái Đội 4: Lý Thần, Hàn Đông Quân Đội 5: Đặng Siêu, Vương Lực Hoành Đội 6: Vương Tổ Lam, Ứng Thể Nhi | Đội 1: Trịnh Khải, Angela Baby Đội 2: Lộc Hàm, Địch Lệ Nhiệt Ba Đội 3: Trần Hách, Trương Thiên Ái Đội 4: Lý Thần, Hàn Đông Quân Đội 5: Đặng Siêu, Vương Lực Hoành Đội 6: Vương Tổ Lam, Ứng Thể Nhi | Đánh bại đội khác                                                     | Đặng Siêu, Vương Lực Hoành thắng                                                    | Đặng Siêu được công nhận là người mạnh nhất mùa 5                                                                                               | Đặng Siêu được công nhận là người mạnh nhất mùa 5                                                                                               | Đặng Siêu được công nhận là người mạnh nhất mùa 5                                                                                               |
| 13                                 | Điểm lại những cảnh cao trào trong từng tập và phỏng vấn Đoàn Anh em. | Điểm lại những cảnh cao trào trong từng tập và phỏng vấn Đoàn Anh em. | Điểm lại những cảnh cao trào trong từng tập và phỏng vấn Đoàn Anh em.       | Điểm lại những cảnh cao trào trong từng tập và phỏng vấn Đoàn Anh em.       | Điểm lại những cảnh cao trào trong từng tập và phỏng vấn Đoàn Anh em. | Điểm lại những cảnh cao trào trong từng tập và phỏng vấn Đoàn Anh em. | Điểm lại những cảnh cao trào trong từng tập và phỏng vấn Đoàn Anh em. | Điểm lại những cảnh cao trào trong từng tập và phỏng vấn Đoàn Anh em.               | Điểm lại những cảnh cao trào trong từng tập và phỏng vấn Đoàn Anh em.                                                                           | Điểm lại những cảnh cao trào trong từng tập và phỏng vấn Đoàn Anh em.                                                                           | Điểm lại những cảnh cao trào trong từng tập và phỏng vấn Đoàn Anh em.                                                                           |
| Ráng chiều TV                      | Ăn uống TV                                                            | Running Music TV                                                      | Cơ bắp Tv                                                                   |                                                                             | | |                                                                       |                                                                                     | | | |
| Đặng Siêu, Lý Thần, Trương Khải Lệ | Trần Hách, Địch Lệ Nhiệt Ba, Lâm Y Thần                               | Vương Tổ Lam, Lộc Hàm, Nhậm Gia Luân                                  | Trịnh Khải, Angelababy, Lý Hiện                                             |                                                                             | | |                                                                       |                                                                                     | | | |

## Mùa 6: Đặng Siêu, Lý Thần, Trần Hách, Trịnh Khải, Angelababy, Vương Tổ Lam, Lộc Hàm
| Tập | Địa điểm                | Chủ đề                                         | Khách mời | Đội | Đội | Đội | Đội | Nhiệm vụ                                                             | Kết quả                    | Ghi chú | Ghi chú |
| --- | ----------------------- | ---------------------------------------------- | --- | --- | --- | --- | --- | -------------------------------------------------------------------- | -------------------------- | --- | --- |
| 1   | Viên, Áo                | Sóng Gió Viên                                  | Các nhân viên Trung Quốc làm việc tại văn phòng Liên Hợp Quốc tại Viên hỗ trợ phần thuyết trình và Lý Ân Đồng (tác giả ý tưởng trạm phát điện năng lượng mặt trời hình gấu trúc tham gia thuyết trình. | Không chia đội | Không chia đội | Không chia đội | Không chia đội | Diễn thuyết tiếng Anh về vai trò của 17 Mục tiêu phát triển bền vững | Tất cả hoàn thành          | | |
| 2   | Viên, Innsbruck, Áo     | Chuyến Tàu Hoàng Gia                           | Ngô Tú Ba, Côn Lăng, Tống Tổ Nhi, Chung Sở Hy, Nhậm Gia Huyên(Selina), Lâm Doanh Oánh | Đặng Siêu, Tống Tổ Nhi Lý Thần, Chung Sở Hy Trịnh Khải, Côn Lăng Trần Hách, Selina Angela Baby, Ngô Tú Ba Lộc Hàm, Lâm Doanh Oánh                                                                                 | Đội đỏ: Tống Tổ Nhi, Đặng Siêu, Angela Baby, Ngô Tú Ba, Lâm Doanh Oánh, Lộc Hàm Đội vàng: Côn Lăng, Lý Thần, Trần Hách, Trịnh Khải, Chung Sở Hy, Selina                                                           | Đội đỏ: Tống Tổ Nhi, Đặng Siêu, Angela Baby, Ngô Tú Ba, Lâm Doanh Oánh, Lộc Hàm Đội vàng: Côn Lăng, Lý Thần, Trần Hách, Trịnh Khải, Chung Sở Hy, Selina                                                           | Đội đỏ: Tống Tổ Nhi, Đặng Siêu, Angela Baby, Ngô Tú Ba, Lâm Doanh Oánh, Lộc Hàm Đội vàng: Côn Lăng, Lý Thần, Trần Hách, Trịnh Khải, Chung Sở Hy, Selina                                                           | Đánh bại đội khác                                                    | Đội vàng thắng             | - Vương Tổ Lam vắng mặt vì có show diễn - Đội vàng thắng hiệp phụ và nhận được huy chương vàng | - Vương Tổ Lam vắng mặt vì có show diễn - Đội vàng thắng hiệp phụ và nhận được huy chương vàng |
| 3   | Viên, Innsbruck, Áo     | Chuyến Tàu Hoàng Gia                           | Ngô Tú Ba, Côn Lăng, Tống Tổ Nhi, Chung Sở Hy, Nhậm Gia Huyên(Selina), Lâm Doanh Oánh | Đặng Siêu, Tống Tổ Nhi Lý Thần, Chung Sở Hy Trịnh Khải, Côn Lăng Trần Hách, Selina Angela Baby, Ngô Tú Ba Lộc Hàm, Lâm Doanh Oánh                                                                                 | Đội đỏ: Tống Tổ Nhi, Đặng Siêu, Angela Baby, Ngô Tú Ba, Lâm Doanh Oánh, Lộc Hàm Đội vàng: Côn Lăng, Lý Thần, Trần Hách, Trịnh Khải, Chung Sở Hy, Selina                                                           | Đội đỏ: Tống Tổ Nhi, Đặng Siêu, Angela Baby, Ngô Tú Ba, Lâm Doanh Oánh, Lộc Hàm Đội vàng: Côn Lăng, Lý Thần, Trần Hách, Trịnh Khải, Chung Sở Hy, Selina                                                           | Đội đỏ: Tống Tổ Nhi, Đặng Siêu, Angela Baby, Ngô Tú Ba, Lâm Doanh Oánh, Lộc Hàm Đội vàng: Côn Lăng, Lý Thần, Trần Hách, Trịnh Khải, Chung Sở Hy, Selina                                                           | Đánh bại đội khác                                                    | Đội vàng thắng             | - Vương Tổ Lam vắng mặt vì có show diễn - Đội vàng thắng hiệp phụ và nhận được huy chương vàng | - Vương Tổ Lam vắng mặt vì có show diễn - Đội vàng thắng hiệp phụ và nhận được huy chương vàng |
| 4   | Hàng Châu (Chiết Giang) | Cuộc đua thuyền rồng của các nhà vô địch       | Huệ Nhược Kỳ, Vũ Đại Tịnh, Hà Du Quân, Trương Quốc Vỹ, Tô Bính Thiêm | Đoàn Anh Em vs 15 trường đại học | Đoàn Anh Em vs 15 trường đại học | Đoàn Anh Em vs 15 trường đại học | Đoàn Anh Em vs 15 trường đại học | Đua thuyền rồng 2000m với 15 đội                                     | Đứng thứ 9                 | Angelabay không được tham gia thi đấu vì quá gầy | Angelabay không được tham gia thi đấu vì quá gầy |
| 5   | Hàng Châu (Chiết Giang) | Cuộc đua thuyền rồng của các nhà vô địch       | Huệ Nhược Kỳ, Vũ Đại Tịnh, Hà Du Quân, Trương Quốc Vỹ, Tô Bính Thiêm | Đoàn Anh Em vs 15 trường đại học | Đoàn Anh Em vs 15 trường đại học | Đoàn Anh Em vs 15 trường đại học | Đoàn Anh Em vs 15 trường đại học | Đua thuyền rồng 2000m với 15 đội                                     | Đứng thứ 9                 | Angelabay không được tham gia thi đấu vì quá gầy | Angelabay không được tham gia thi đấu vì quá gầy |
| 6   | Thái Nguyên, Sơn Tây    | Chiến đấu vì danh hiệu Hiệp Sĩ                 | Sa Dật | Không chia đội (Thi đấu cá nhân) | Không chia đội (Thi đấu cá nhân) | Không chia đội (Thi đấu cá nhân) | Không chia đội (Thi đấu cá nhân) | Tìm ra Hiệp SĨ Chạy Nhanh                                            | Vương Tổ Lam thắng         | - Lộc Hàm là người trụ lại sau cùng nên không được ứng cử danh hiệu Hiệp Sĩ - Vương Tổ Lam nhận được trang phục Hiệp Sĩ | - Lộc Hàm là người trụ lại sau cùng nên không được ứng cử danh hiệu Hiệp Sĩ - Vương Tổ Lam nhận được trang phục Hiệp Sĩ |
| 7   | Đại Đồng, Sơn Tây       | Người bạn của Công Nhân                        | Vương Lạc Đan, Âu Dương Na Na, Phạm Thừa Thừa | Đoàn Anh Em vs 100 công nhân | Đoàn Anh Em vs 100 công nhân | Đoàn Anh Em vs 100 công nhân | Đoàn Anh Em vs 100 công nhân | Trận đấu chạy 10 vs 100                                              | 100 anh em công nhân thắng | | |
| 8   | Tô Châu (Giang Tô)      | Trận đấu bóng thú vị                           | Dương Mịch, Trương Vân Long, Đỗ Giang, Phạm Chí Nghị, Lý Nghị, Triệu Nhất Hùng, Lý Giai Duyệt, Luis Figo                                                                                               | Đội trắng: Đặng Siêu, Lộc Hàm, Angelababy, Luis Figo, Trương Vân Long Đội đỏ: Trịnh Khải, Lý Giai Duyệt, Trần Hách, Phạm Chí Nghị, Dương Mịch Đội xanh: Lý Thần, Đỗ Giang, Vương Tổ Lam, Lý Nghị, Triệu Nhất Hùng | Đội trắng: Đặng Siêu, Lộc Hàm, Angelababy, Luis Figo, Trương Vân Long Đội đỏ: Trịnh Khải, Lý Giai Duyệt, Trần Hách, Phạm Chí Nghị, Dương Mịch Đội xanh: Lý Thần, Đỗ Giang, Vương Tổ Lam, Lý Nghị, Triệu Nhất Hùng | Đội trắng: Đặng Siêu, Lộc Hàm, Angelababy, Luis Figo, Trương Vân Long Đội đỏ: Trịnh Khải, Lý Giai Duyệt, Trần Hách, Phạm Chí Nghị, Dương Mịch Đội xanh: Lý Thần, Đỗ Giang, Vương Tổ Lam, Lý Nghị, Triệu Nhất Hùng | Đội trắng: Đặng Siêu, Lộc Hàm, Angelababy, Luis Figo, Trương Vân Long Đội đỏ: Trịnh Khải, Lý Giai Duyệt, Trần Hách, Phạm Chí Nghị, Dương Mịch Đội xanh: Lý Thần, Đỗ Giang, Vương Tổ Lam, Lý Nghị, Triệu Nhất Hùng | Mỗi đội đấu với 100 cầu thủ nhí                                      | Đội xanh thắng             | Đội xanh nhận được vé xem Trận chung kết Giải vô địch bóng đá thế giới 2018 | Đội xanh nhận được vé xem Trận chung kết Giải vô địch bóng đá thế giới 2018 |
| 9   | Thiên Tân               | Keep Running gặp gỡ Chung Cư Tình Yêu          | Lâu Nghệ Tiêu, Lý Kim Minh, Tôn Nghệ Châu, Đặng Gia Giai, Lý Giai Hàng | Đội vàng: Trịnh Khải, Angelababy, Tôn Nghệ Châu, Lý Kim Minh Đội trắng: Lý Thần, Lý Giai Hàng, Đặng Gia Giai Đội tím: Đặng Siêu, Trần Hách, Vương Tổ Lam, Lâm Nghệ Tiêu                                           | Đội vàng: Trịnh Khải, Angelababy, Tôn Nghệ Châu, Lý Kim Minh Đội trắng: Lý Thần, Lý Giai Hàng, Đặng Gia Giai Đội tím: Đặng Siêu, Trần Hách, Vương Tổ Lam, Lâm Nghệ Tiêu                                           | Đội trưởng Đoàn Anh Em: Đặng Siêu Đội Trưởng Chung Cư Tình Yêu: Trần Hách | Đội trưởng Đoàn Anh Em: Đặng Siêu Đội Trưởng Chung Cư Tình Yêu: Trần Hách | Đoàn Anh Em vs Chung Cư Tình Yêu                                     | Chung Cư Tình Yêu thắng    | Lộc Hàm vắng mặt vì lí do sức khỏe | Lộc Hàm vắng mặt vì lí do sức khỏe |
| 10  | Thái Nguyên, Sơn Tây    | Cuộc chiến lập nghiệp                          | Trương Thiều Hàm, Hàn Tuyết, Tống Tiểu Bảo | Học viện Kinh Tế: Đặng Siêu, Trịnh Khải, Angelababy, Hàn Tuyết, Tống Tiểu Bảo Học viện Quản Lí: Lý Thần, Vương Tổ Lam Trần Hách, Lộc Hàm, Trương Thiều Hàm                                                        | Đội cần kiệm: Vương Tổ Lam, Tống Tiểu Bảo Đội liêm khiết: Trần Hách, Hàn Tuyết Đội thành tín: Lộc Hàm, Angelababy Đội chính nghĩa: Trương Thiều Hàm, Trịnh Khải Đội sơ tâm: Lý Thần, Đặng Siêu                    | Đội cần kiệm: Vương Tổ Lam, Tống Tiểu Bảo Đội liêm khiết: Trần Hách, Hàn Tuyết Đội thành tín: Lộc Hàm, Angelababy Đội chính nghĩa: Trương Thiều Hàm, Trịnh Khải Đội sơ tâm: Lý Thần, Đặng Siêu                    | Đội cần kiệm: Vương Tổ Lam, Tống Tiểu Bảo Đội liêm khiết: Trần Hách, Hàn Tuyết Đội thành tín: Lộc Hàm, Angelababy Đội chính nghĩa: Trương Thiều Hàm, Trịnh Khải Đội sơ tâm: Lý Thần, Đặng Siêu                    | Dự đoán đội bị xé thứ 3                                              | Đội Sơ Tâm thắng           | - Học viện Quản Lí thua thử thách đầu tiên nên trở thành các thế hệ đi trước chính thức ghép cặp với Học viện Kinh Tế để thực hiện thử thách xé bảng tên - Lý Thần trong lúc ném mũ bị thương ở chán nên vắng mặt nhưng sau cuộc chiến xé bảng tên anh đã đến vì vậy Đặng Siêu một mình trong cuộc chiến xé bảng tên - Đặng Siêu tự đặt cược đội mình | - Học viện Quản Lí thua thử thách đầu tiên nên trở thành các thế hệ đi trước chính thức ghép cặp với Học viện Kinh Tế để thực hiện thử thách xé bảng tên - Lý Thần trong lúc ném mũ bị thương ở chán nên vắng mặt nhưng sau cuộc chiến xé bảng tên anh đã đến vì vậy Đặng Siêu một mình trong cuộc chiến xé bảng tên - Đặng Siêu tự đặt cược đội mình |
| 11  | Tô Châu (Giang Tô)      | Buổi họp fan giữa năm                          | Trương Kiệt, Trương Lương Dĩnh, Vương Đại Lục, Nine Percent | Đội xanh: Trương Lương Dĩnh, Vương Tổ Lam, Trịnh Khải, Đặng Siêu, Lộc Hàm | Đội hồng: Trương Kiệt, Trần Hách, Angelababy, Lý Thần, Vương Đại Lục | Đội hồng: Trương Kiệt, Trần Hách, Angelababy, Lý Thần, Vương Đại Lục | Đội hồng: Trương Kiệt, Trần Hách, Angelababy, Lý Thần, Vương Đại Lục | Thu âm bài hát                                                       | Đội xanh thắng             | - Nine Percent đấu với 2 đội - Đội xanh được khán giả bình chọn nhiều hơn trên MXH nên dành chiến thắng | - Nine Percent đấu với 2 đội - Đội xanh được khán giả bình chọn nhiều hơn trên MXH nên dành chiến thắng |
| 12  | Thiên Tân               | Cuộc chiến xé bảng tên tiết kiệm sức cuối cùng | Ngụy Đại Huân | Không chia đội (Thi đấu cá nhân) | Không chia đội (Thi đấu cá nhân) | Không chia đội (Thi đấu cá nhân) | Không chia đội (Thi đấu cá nhân) | Người có số bước ít nhất                                             | Angelababy thắng           | Angelababy nhận được hộp hoa bất tử và thẻ vàng hiệu R (được công nhận là người mạnh nhất mùa 6) | Angelababy nhận được hộp hoa bất tử và thẻ vàng hiệu R (được công nhận là người mạnh nhất mùa 6) |

## Mùa 7: Lý Thần, Trịnh Khải, Angelababy, Chu Á Văn, Vương Ngạn Lâm, Hoàng Húc Hi, Tống Vũ Kỳ
| Tập | Địa điểm                   | Chủ đề                               | Khách mời                                                                                 | Đội | Đội | Đội | Nhiệm vụ | Kết quả                                                                          | Ghi chú |
| --- | -------------------------- | ------------------------------------ | ----------------------------------------------------------------------------------------- | --- | --- | --- | --- | -------------------------------------------------------------------------------- | --- |
| 1   | Hàng Châu (Chiết Giang)    | Thành phố rác thải                   | Bạch Vũ                                                                                   | Không chia đội | Không chia đội | Không chia đội | Hỏi đáp 8vs20 - Giành 2 hợp đồng bảo hiểm trị giá 900 triệu NDT cho 18000 công nhân vệ sinh môi trường Hàng Châu.                             | Đoàn Anh Em thắng                                                                | Đoàn Anh Em lần lượt trả lời 20 câu hỏi liên quan đến các trải nghiệm về phân loại rác và bảo vệ môi trường            |
| 2   | Liêu Ninh (An Sơn)         | Cha con quyết chiến                  | Ngô Tôn                                                                                   | Đội xanh - Con: Lý Thần, Vương Ngạn Lâm, Hoàng Húc Hi, Tống Vũ Kỳ | Đội vàng - Bố: Chu Á Văn, Angelababy, Trịnh Khải, Ngô Tôn | Đội vàng - Bố: Chu Á Văn, Angelababy, Trịnh Khải, Ngô Tôn | Đánh bại đội khác | Đội xanh - Con thắng                                                             | Đội xanh đứng dưới danh nghĩa của bức tượng kỉ niệm 70 năm thành lập An Cương cũng như 70 năm thành lập Trung Quốc mới |
| 3   | Liêu Ninh (An Sơn)         | Tinh linh bóng đêm                   | Dương Địch                                                                                | Không chia đội (Thi đấu cá nhân) | Không chia đội (Thi đấu cá nhân) | Không chia đội (Thi đấu cá nhân) | Tìm ra "Tinh linh bóng đêm" | Dương Địch thắng                                                                 | |
| 4   | Phật Sơn(Quảng Đông)       | Cuộc chiến Kungfu                    | Nhiếp Viễn                                                                                | Không chia đội (Thi đấu cá nhân) | Không chia đội (Thi đấu cá nhân) | Không chia đội (Thi đấu cá nhân) | Đánh bại thành viên khác | Hoàng Húc Hi thắng                                                               | |
| 5   | Phật Sơn(Quảng Đông)       | Nam Quốc mê án                       | Ngô Cẩn Ngôn, Xa Thi Mạn, Trương Gia Nghê                                                 | Đội cam: Vương Ngạn Lâm, Tống Vũ Kỳ Đội xanh: Chu Á Văn, Trương Gia Nghê Đội lục: Hoàng Húc Hi, AngelaBaby Đội hồng: Trịnh Khải, Ngô Cẩn Ngôn Đội nâu: Lý Thần, Xa Thi Mạn                                                                | Đội cam: Vương Ngạn Lâm, Tống Vũ Kỳ Đội xanh: Chu Á Văn, Trương Gia Nghê Đội lục: Hoàng Húc Hi, AngelaBaby Đội hồng: Trịnh Khải, Ngô Cẩn Ngôn Đội nâu: Lý Thần, Xa Thi Mạn                                                                | Hung thủ: Lý Thần, Trương Gia Nghê, Trịnh Khải, Vương Ngạn Lâm, Hoàng Húc Hi, Tống Vũ Kỳ, Ngô Cẩn Ngôn Trợ thủ: Chu Á Văn, Xa Thi Mạn, Angelababy                                                                                         | Tìm ra Hung thủ gây án | Hung thủ thắng                                                                   | Cả Hung thủ và Trợ thủ đều nhận được "Vàng ròng"                                                                       |
| 6   | Ninh Ba (Chiết Giang)      | Đại hội thể thao vui vẻ              | Vương Gia Nhĩ, Quan Hồng, Hứa Khải, Phó Viên Tuệ                                          | Đội đỏ: Hoàng Húc Hi, Vương Gia Nhĩ Đội trắng: Angelababy, Hứa Khải Đội xanh: Trịnh Khải, Phó Viên Tuệ Đội xám: Chu Á Văn, Quan Hồng Đội hồng: Lý Thần, Tống Vũ Kỳ                                                                        | Đội đỏ: Hoàng Húc Hi, Vương Gia Nhĩ Đội trắng: Angelababy, Hứa Khải Đội xanh: Trịnh Khải, Phó Viên Tuệ Đội xám: Chu Á Văn, Quan Hồng Đội hồng: Lý Thần, Tống Vũ Kỳ                                                                        | Đội đỏ: Hoàng Húc Hi, Vương Gia Nhĩ Đội trắng: Angelababy, Hứa Khải Đội xanh: Trịnh Khải, Phó Viên Tuệ Đội xám: Chu Á Văn, Quan Hồng Đội hồng: Lý Thần, Tống Vũ Kỳ                                                                        | Đánh bại đội khác (Tìm ra quán quân) | Đội hồng thắng                                                                   | Vì lí do công việc nên Vương Ngạn Lâm vắng mặt                                                                         |
| 7   | Ninh Ba (Chiết Giang)      | Nhân viên văn phòng                  | Vương Gia Nhĩ, Trịnh Nguyên Sướng, Dương Địch                                             | Đội trắng: Lý Thần, Angelababy, Hoàng Húc Hi, Vương Gia Nhĩ | Đội xanh: Trịnh Khải, Chu Á Văn, Tống Vũ Kỳ, Trịnh Nguyên Sướng | Đội xanh: Trịnh Khải, Chu Á Văn, Tống Vũ Kỳ, Trịnh Nguyên Sướng | Đánh bại đội khác (Đội giành được nhiều tiền thưởng nhất)                                                                                     | Đội trắng thắng                                                                  | - Dương Địch là chủ tịch điều hành trò chơi cho 2 đội nhân viên - Vì lí do công việc nên Vương Ngạn Lâm vắng mặt       |
| 8   | Đại Khánh (Hắc Long Giang) | Kỷ niệm phát sóng toàn quốc KR mùa 7 | Tiêu Kính Đằng, Sa Dật, Quách Ngải Luân, Vuơng Triết Lâm, Dương Minh                      | Đoàn Anh Em: Lý Thần, Trịnh Khải, Angelababy, Chu Á Văn, Hoàng Húc Hi, Tống Vũ Kỳ | Đoàn Anh Em: Lý Thần, Trịnh Khải, Angelababy, Chu Á Văn, Hoàng Húc Hi, Tống Vũ Kỳ | Nội gián: Tiêu Kính Đằng, Sa Dật, Quách Ngải Luân | Đoàn Anh Em: Tìm tất cả poster của đoàn anh em và các khách mời từ tập đầu tiên đến hiện tại Nội gián: Loại hết tất cả thành viên Đoàn Anh Em | Tất cả hoàn thành nhiệm vụ                                                       | - Vương Triết Lâm và Dương Minh là người đeo chuông hỗ trợ Nội gián - Vì lí do công việc nên Vương Ngạn Lâm vắng mặt   |
| 9   | Đại Khánh (Hắc Long Giang) | Cuộc chiến bảo vệ dầu                | Sa Dật, Trần Học Đông, Bành Tiểu Nhiễm, Tô Thanh                                          | Đội vàng: Hoàng Húc Hi, Trần Học Đông Đội tím: Angelababy, Trịnh Khải Đội lục: Sa Dật, Tô Thanh Đội xanh: Chu Á Văn, Bành Tiểu Nhiễm Đội đỏ: Lý Thần, Tống Vũ Kỳ                                                                          | Đội vàng: Hoàng Húc Hi, Trần Học Đông Đội tím: Angelababy, Trịnh Khải Đội lục: Sa Dật, Tô Thanh Đội xanh: Chu Á Văn, Bành Tiểu Nhiễm Đội đỏ: Lý Thần, Tống Vũ Kỳ                                                                          | Người ngoài hành tinh: Chu Á Văn, Tống Vũ Kỳ, Hoàng Húc Hi, Trần Học Đông Người trái đất: Lý Thần, Angelababy, Trịnh Khải, Sa Dật, Bành Tiểu Nhiễm, Tô Thanh                                                                              | Người ngoài hành tinh: Chiếm đoạt dầu Người trái đất: Bảo vệ dầu                                                                              | Đội tím & Đội lục hoàn thành nhiệm vụ Chu Á Văn & Tống Vũ Kỳ hoàn thành nhiệm vụ | Vì lí do công việc nên Vương Ngạn Lâm vắng mặt                                                                         |
| 10  | Hàng Châu (Chiết Giang)    | Đêm đồng ca                          | Nhậm Hiền Tề, Hồ Hạ                                                                       | Đội đỏ: Lý Thần, Chu Á Văn, Nhậm Hiền Tề Đội trắng: Angelababy, Vương Ngạn Lâm, Hồ Hạ Đội xanh: Trịnh Khải, Hoàng Húc Hi, Tống Vũ Kỳ | Đội đỏ: Lý Thần, Chu Á Văn, Nhậm Hiền Tề Đội trắng: Angelababy, Vương Ngạn Lâm, Hồ Hạ Đội xanh: Trịnh Khải, Hoàng Húc Hi, Tống Vũ Kỳ | Đội đỏ: Lý Thần, Chu Á Văn, Nhậm Hiền Tề Đội trắng: Angelababy, Vương Ngạn Lâm, Hồ Hạ Đội xanh: Trịnh Khải, Hoàng Húc Hi, Tống Vũ Kỳ | Đánh bại đội khác (Đội giành được nhiều phiếu bầu nhất của 100 khán giả)                                                                      | Đội trắng thắng                                                                  | Mỗi đội dẫn dắt 200 người để đồng ca quyết chiến âm nhạc                                                               |
| 11  | Ma Cao                     | Đại chiến giữa mèo và chuột          | Lâm Phong                                                                                 | Đội Mèo: Trịnh Khải, Lâm Phong Mèo đồng hành: Vương Ngạn Lâm | Đội Chuột: Lý Thần, Chu Á Văn, Hoàng Húc Hi, Tống Vũ Kỳ Vua Chuột: Angelababy | Đội Chuột: Lý Thần, Chu Á Văn, Hoàng Húc Hi, Tống Vũ Kỳ Vua Chuột: Angelababy | Đội Mèo: tìm ra được Vua Chuột Đội Chuột: Để Đội Mèo loại bỏ Mèo đồng hành hoặc không bị Đội Mèo loại Vua Chuột                               | Đội Chuột thắng                                                                  | |
| 12  | Ma Cao                     | Du lịch vòng quanh thế giới          | Tiểu Thẩm Dương, Tỉnh Bách Nhiên, Tả Siêu, Thầm Giai Ni, Trần Lập Nông, Tiền Côn, Diêm An | Đội cam: Lý Thần, Tiểu Thẩm Dương Đội xanh: Angelababy, Tỉnh Bách Nhiên Đội đen: Trịnh Khải, Tả Siêu Đội lục: Chu Á Văn, Thẩm Giai Ni Đội đỏ: Vương Ngạn Lâm, Trần Lập Nông Đội tím: Hoàng Húc Hi, Tiền Côn Đội vàng: Tống Vũ Kỳ, Diêm An | Đội cam: Lý Thần, Tiểu Thẩm Dương Đội xanh: Angelababy, Tỉnh Bách Nhiên Đội đen: Trịnh Khải, Tả Siêu Đội lục: Chu Á Văn, Thẩm Giai Ni Đội đỏ: Vương Ngạn Lâm, Trần Lập Nông Đội tím: Hoàng Húc Hi, Tiền Côn Đội vàng: Tống Vũ Kỳ, Diêm An | Đội cam: Lý Thần, Tiểu Thẩm Dương Đội xanh: Angelababy, Tỉnh Bách Nhiên Đội đen: Trịnh Khải, Tả Siêu Đội lục: Chu Á Văn, Thẩm Giai Ni Đội đỏ: Vương Ngạn Lâm, Trần Lập Nông Đội tím: Hoàng Húc Hi, Tiền Côn Đội vàng: Tống Vũ Kỳ, Diêm An | Giành được thẻ kim bài có giá trị nhất | Đội đen thắng                                                                    | Trịnh Khải được xem như là người mạnh nhất Mùa 7                                                                       |

## Mùa 8: Lý Thần, Trịnh Khải, Angelababy, Sa Dật, Quách Kỳ Lân, Thái Từ Khôn, Tống Vũ Kỳ, Hoàng Húc Hi
| Tập           | Địa điểm                         | Chủ đề                                         | Khách mời                                                                   | Đội | Đội | Đội | Đội | Nhiệm vụ | Nhiệm vụ | Kết quả                             | Ghi chú |
| ------------- | -------------------------------- | ---------------------------------------------- | --------------------------------------------------------------------------- | --- | --- | --- | --- | --- | --- | ----------------------------------- | --- |
| 0 (Pre_ view) | Hàng Châu - Chiết Giang          | Tiệc gặp mặt các thành viên                    | Không khách mời                                                             | Không chia đội (Chơi đồng đội) | Không chia đội (Chơi đồng đội) | Không chia đội (Chơi đồng đội) | Không chia đội (Chơi đồng đội) | Hoàn thành các thử thách nhỏ của chương trình | Hoàn thành các thử thách nhỏ của chương trình | Tất cả hoàn thành nhiệm vụ          | Vì tình hình dịch bệnh nên Hoàng Húc Hi và Tống Vũ Kì không thể tham gia mùa 8. (nhưng Hoàng Húc Hi và Tống Vũ Kì vẫn gặp mặt qua hình thức video call) |
| 1             | Hàng Châu - Chiết Giang          | Quán hồ sơ cuộc đời                            | Quan Hiểu Đồng, Hoàng Minh Hạo                                              | Không chia đội | Không chia đội | Không chia đội | Không chia đội | Đưa ra lựa chọn cho cuộc đời mình | Đưa ra lựa chọn cho cuộc đời mình | Tất cả thắng (trừ Hoàng Minh Hạo)   | |
| 2             | Ôn Châu - Chiết Giang            | Gánh nặng thần tượng                           | Dương Địch, Hoàng Minh Hạo                                                  | Thái Từ Khôn | Lý Thần, Angelababy, Trịnh Khải, Sa Dật, Quách Kỳ Lân, Dương Địch, Hoàng Minh Hạo | Lý Thần, Angelababy, Trịnh Khải, Sa Dật, Quách Kỳ Lân, Dương Địch, Hoàng Minh Hạo | Lý Thần, Angelababy, Trịnh Khải, Sa Dật, Quách Kỳ Lân, Dương Địch, Hoàng Minh Hạo | Đo lường trọng lượng gánh nặng của Thái Từ Khôn | Đo lường trọng lượng gánh nặng của Thái Từ Khôn | Hoàn thành nhiệm vụ                 | - Chỉ còn Sa Dật chưa hoàn thành nhiệm vụ nên gánh nặng thần tượng của Sa Dật chính là gánh nặng thần tượng của Thái Từ Khôn |
| 3             | Khai Phong - Hà Nam (Trung Quốc) | Thanh Minh Thượng Hà Đồ                        | Vương Diệu Khánh, Hồ Khả                                                    | Tướng quân: Quách Kỳ Lân Người chèo thuyền: Lý Thần, Sa Dật, Thái Từ Khôn, Vương Diệu Khánh, Hoàng Hi Húc                                                                                          | Tướng quân: Quách Kỳ Lân Người chèo thuyền: Lý Thần, Sa Dật, Thái Từ Khôn, Vương Diệu Khánh, Hoàng Hi Húc                                                                                          | Tướng quân: Quách Kỳ Lân Người chèo thuyền: Lý Thần, Sa Dật, Thái Từ Khôn, Vương Diệu Khánh, Hoàng Hi Húc                                                                                          | Nội gián: Trịnh Khải, Hồ Khả Nội gián ẩn nấp: Angelababy | Tướng quân, Người chèo thuyền: Đưa thuyền qua cầu thành công Nội gián, Nội gián ẩn nấp: Ngăn chặn đưa thuyền qua cầu hoặc giết Tướng quân                                                         | Tướng quân, Người chèo thuyền: Đưa thuyền qua cầu thành công Nội gián, Nội gián ẩn nấp: Ngăn chặn đưa thuyền qua cầu hoặc giết Tướng quân                                                         | Tướng quân, Người chèo thuyền thắng | |
| 4             | Trịnh Châu - Hà Nam (Trung Quốc) | Fashion Show                                   | Trương Hàn, Hà Tuệ, Trương Thiên Ái, Tống Dật, Trình Tiêu, Tống Nghiên Phi  | Đội tím: Lý Thần, Tống Dật Đội hồng: Angelababy, Trương Hàn Đội xanh: Trịnh Khải, Tống Nghiên Phi Đội lam: Sa Dật, Trình Tiêu Đội xám: Thái Từ Khôn, Hà Tuệ Đội cam: Quách Kỳ Lân, Trương Thiên Ái | Đội tím: Lý Thần, Tống Dật Đội hồng: Angelababy, Trương Hàn Đội xanh: Trịnh Khải, Tống Nghiên Phi Đội lam: Sa Dật, Trình Tiêu Đội xám: Thái Từ Khôn, Hà Tuệ Đội cam: Quách Kỳ Lân, Trương Thiên Ái | Đội tím: Lý Thần, Tống Dật Đội hồng: Angelababy, Trương Hàn Đội xanh: Trịnh Khải, Tống Nghiên Phi Đội lam: Sa Dật, Trình Tiêu Đội xám: Thái Từ Khôn, Hà Tuệ Đội cam: Quách Kỳ Lân, Trương Thiên Ái | Đội tím: Lý Thần, Tống Dật Đội hồng: Angelababy, Trương Hàn Đội xanh: Trịnh Khải, Tống Nghiên Phi Đội lam: Sa Dật, Trình Tiêu Đội xám: Thái Từ Khôn, Hà Tuệ Đội cam: Quách Kỳ Lân, Trương Thiên Ái | Đội High Fashion nhất | Đội High Fashion nhất | Đội cam thắng                       | |
| 5             | Quế Lâm - Quảng Tây              | Cuộc chiến tiêu thụ đĩa nhạc vàng              | Lý Vinh Hạo, Châu Thâm, Uông Tô Lang                                        | Đội hồng: Sa Dật, Angelababy, Uông Tô Lang Đội xanh: Lý Thần, Lý Vinh Hạo, Châu Thâm Đội trắng: Trịnh Khải, Quách Kỳ Lân, Thái Từ Khôn                                                             | Đội hồng: Sa Dật, Angelababy, Uông Tô Lang Đội xanh: Lý Thần, Lý Vinh Hạo, Châu Thâm Đội trắng: Trịnh Khải, Quách Kỳ Lân, Thái Từ Khôn                                                             | Đội hồng: Sa Dật, Angelababy, Uông Tô Lang Đội xanh: Lý Thần, Lý Vinh Hạo, Châu Thâm Đội trắng: Trịnh Khải, Quách Kỳ Lân, Thái Từ Khôn                                                             | Đội hồng: Sa Dật, Angelababy, Uông Tô Lang Đội xanh: Lý Thần, Lý Vinh Hạo, Châu Thâm Đội trắng: Trịnh Khải, Quách Kỳ Lân, Thái Từ Khôn                                                             | Cạnh tranh lượng tiêu thụ đĩa vàng | Cạnh tranh lượng tiêu thụ đĩa vàng | Sa Dật thắng                        | - Chia đội ở các vòng đầu, vòng cuối là trận chiến cá nhân |
| 6             | Quế Lâm - Quảng Tây              | Tin Đồn                                        | Nhiếp Viễn , Hàn Đông Quân , Vương Gia Nhĩ, Lý Thấm                         | Đội trắng: Lý Thần, Angelababy, Trịnh Khải, Vương Gia Nhĩ, Hàn Đông Quân Đội cam: Sa Dật, Thái Từ Khôn, Quách Kỳ Lân, Lý Thấm, Nhiếp Viễn                                                          | Đội trắng: Lý Thần, Angelababy, Trịnh Khải, Vương Gia Nhĩ, Hàn Đông Quân Đội cam: Sa Dật, Thái Từ Khôn, Quách Kỳ Lân, Lý Thấm, Nhiếp Viễn                                                          | Đội trắng: Lý Thần, Angelababy, Trịnh Khải, Vương Gia Nhĩ, Hàn Đông Quân Đội cam: Sa Dật, Thái Từ Khôn, Quách Kỳ Lân, Lý Thấm, Nhiếp Viễn                                                          | Đội trắng: Lý Thần, Angelababy, Trịnh Khải, Vương Gia Nhĩ, Hàn Đông Quân Đội cam: Sa Dật, Thái Từ Khôn, Quách Kỳ Lân, Lý Thấm, Nhiếp Viễn                                                          | Tranh luận để tìm ra ai nói thật, ai nói dối | Tranh luận để tìm ra ai nói thật, ai nói dối | Đội trắng thắng                     | - Chia đội ở các vòng đầu, vòng cuối chia đội theo quyết định của từng người chơi |
| 7             | Hàng Châu - Chiết Giang          | Bí ẩn tuần hoàn của đoàn xiếc                  | Tống Tiểu Bảo, Ngô Cẩn Ngôn                                                 | Không chia đội (Thi đấu đồng đội) | Không chia đội (Thi đấu đồng đội) | Không chia đội (Thi đấu đồng đội) | Không chia đội (Thi đấu đồng đội) | Hoàn thành các thử thách một cách chính xác nếu không sẽ phải thực hiện lại từ đầu | Hoàn thành các thử thách một cách chính xác nếu không sẽ phải thực hiện lại từ đầu | Tất cả hoàn thành thử thách         | |
| 8             | Hàng Châu - Chiết Giang          | Liên hoan phim "Golden Bobo Ball" lần thứ nhất | Ngô Lỗi, Liễu Nham, Hám Thanh Tử, Kim Tĩnh                                  | Câu Chuyện Cảnh Sát - Lý Thần, Thái Từ Khôn Đông Thành Tây Tựu - Angelababy, Trịnh Khải, Kim Tĩnh Na Tra Ma Đồng Giáng Thế - Sa Dật, Ngô Lỗi, Liễu Nham Forrest Gump - Quách Kỳ Lân, Hám Thanh Tử  | Câu Chuyện Cảnh Sát - Lý Thần, Thái Từ Khôn Đông Thành Tây Tựu - Angelababy, Trịnh Khải, Kim Tĩnh Na Tra Ma Đồng Giáng Thế - Sa Dật, Ngô Lỗi, Liễu Nham Forrest Gump - Quách Kỳ Lân, Hám Thanh Tử  | Câu Chuyện Cảnh Sát - Lý Thần, Thái Từ Khôn Đông Thành Tây Tựu - Angelababy, Trịnh Khải, Kim Tĩnh Na Tra Ma Đồng Giáng Thế - Sa Dật, Ngô Lỗi, Liễu Nham Forrest Gump - Quách Kỳ Lân, Hám Thanh Tử  | Không chia đội (Thi đấu cá nhân) | Thi đấu để tranh cơ hội được đề cử trong liên hoan phim | Thi đấu để tranh cơ hội được đề cử trong liên hoan phim | Thái Từ Khôn thắng                  | - Angelababy, Liễu Nham, Thái Từ Khôn được nhận phần thưởng vì tranh được cơ hội đề cử. |
| 9             | Cát Lâm - Trường Xuân            | Truy tìm hội viên giả                          | Tống Tổ Nhi, Hoàng Linh, Mạnh Mỹ Kỳ, Trương Đại Đại                         | Đội Xanh: Lý Thần, Sa Dật, Quách Kỳ Lân, Mạnh Mỹ Kỳ, Tống Tổ Nhi Đội Đỏ: Baby, Trịnh Khải, Thái Từ Khôn, Hoàng Linh, Trương Đại Đại                                                                | Đội Xanh: Lý Thần, Sa Dật, Quách Kỳ Lân, Mạnh Mỹ Kỳ, Tống Tổ Nhi Đội Đỏ: Baby, Trịnh Khải, Thái Từ Khôn, Hoàng Linh, Trương Đại Đại                                                                | Hội viên VIP: Lý Thần, Sa Dật, Tống Tố Nhi, Angelababy, Trịnh Khải, Hoàng Linh, Trương Đại Đại. Hội viên giả: Mạnh Mỹ Kỳ, Quách Kỳ Lân, Thái Từ Khôn.                                              | Hội viên VIP: Lý Thần, Sa Dật, Tống Tố Nhi, Angelababy, Trịnh Khải, Hoàng Linh, Trương Đại Đại. Hội viên giả: Mạnh Mỹ Kỳ, Quách Kỳ Lân, Thái Từ Khôn.                                              | Hội viên VIP: Loại bỏ hội viên giả và dành cơ hội đặt tên cho ngựa con. Hội viên giả: Cố gắng ẩn nấp thành công và dành cơ hội đặt tên cho ngựa con.                                              | Hội viên VIP: Loại bỏ hội viên giả và dành cơ hội đặt tên cho ngựa con. Hội viên giả: Cố gắng ẩn nấp thành công và dành cơ hội đặt tên cho ngựa con.                                              | Hội Viên giả thắng                  | |
| 10            | Cát Lâm - Trường Xuân            | Ai là người đàn ông có sức hút?                | Tăng Thuấn Hy, Đổng Hựu Lâm, Lăng Tiêu Túc                                  | Đội nâu: Lý Thần, Quách Kỳ Lân Đội lam: Sa Dật, Lăng Tiêu Túc Đội lục: Trịnh Khải, Tăng Thuấn Hy Đội vàng: Thái Từ Khôn, Đổng Hựu Lâm Công chúa: Angelababy                                        | Đội nâu: Lý Thần, Quách Kỳ Lân Đội lam: Sa Dật, Lăng Tiêu Túc Đội lục: Trịnh Khải, Tăng Thuấn Hy Đội vàng: Thái Từ Khôn, Đổng Hựu Lâm Công chúa: Angelababy                                        | Đội nâu: Lý Thần, Quách Kỳ Lân Đội lam: Sa Dật, Lăng Tiêu Túc Đội lục: Trịnh Khải, Tăng Thuấn Hy Đội vàng: Thái Từ Khôn, Đổng Hựu Lâm Công chúa: Angelababy                                        | Đội nâu: Lý Thần, Quách Kỳ Lân Đội lam: Sa Dật, Lăng Tiêu Túc Đội lục: Trịnh Khải, Tăng Thuấn Hy Đội vàng: Thái Từ Khôn, Đổng Hựu Lâm Công chúa: Angelababy                                        | Tất cả các đội: Lấy lòng công chúa Baby để dành được giải thưởng người đàn ông có sức hút nhất. Công chúa:Lén lấy đồ dùng cá nhân của các thành viên và loại bỏ tất cả các đội vào vòng đua cuối. | Tất cả các đội: Lấy lòng công chúa Baby để dành được giải thưởng người đàn ông có sức hút nhất. Công chúa:Lén lấy đồ dùng cá nhân của các thành viên và loại bỏ tất cả các đội vào vòng đua cuối. | Công chúa Angelababy thắng          | - Trịnh Khải dành được giải người đàn ông có sức hút nhất. |
| 11            | Thanh Đảo                        | Trận quyết đấu thế kỷ                          | Bạch Vũ, Trần Lập Nông, Châu Chấn Nam, Hà Lạc Lạc, Đoàn Áo Quyên, Tưởng Y Y | Đội xanh: Lý Thần , Angelababy, Thái Từ Khôn, Sa Dật, Quách Kỳ Lân, Bạch Vũ Đội Vàng: Trịnh Khải, Trần Lập Nông, Châu Chấn Nam, Hà Lạc Lạc, Tưởng Y Y, Đoàn Áo Quyên                               | Đội xanh: Lý Thần , Angelababy, Thái Từ Khôn, Sa Dật, Quách Kỳ Lân, Bạch Vũ Đội Vàng: Trịnh Khải, Trần Lập Nông, Châu Chấn Nam, Hà Lạc Lạc, Tưởng Y Y, Đoàn Áo Quyên                               | Đội xanh: Lý Thần , Angelababy, Thái Từ Khôn, Sa Dật, Quách Kỳ Lân, Bạch Vũ Đội Vàng: Trịnh Khải, Trần Lập Nông, Châu Chấn Nam, Hà Lạc Lạc, Tưởng Y Y, Đoàn Áo Quyên                               | Đội xanh: Lý Thần , Angelababy, Thái Từ Khôn, Sa Dật, Quách Kỳ Lân, Bạch Vũ Đội Vàng: Trịnh Khải, Trần Lập Nông, Châu Chấn Nam, Hà Lạc Lạc, Tưởng Y Y, Đoàn Áo Quyên                               | | | Đội Vàng thắng                      | - Tập đặc biệt mừng Keep Running tròn 100 tập phát sóng từ năm 2014 - 2020 nên tất cả người chơi đều được một huy hiệu kỷ niệm 100 tập bằng Vàng - Đoàn làm phim nhận được lì xì của nhà tài trợ - Trịnh Khải nhận được danh hiệu Thành viên chuyên cần và bảng tên bằng Vàng do là thành viên duy nhất tham gia không sót tập nào (tính đến tập 100) |
| 12            | Thanh Đảo                        | Thủy Thủ VS Hải Tặc                            | Ngô Tuyên Nghi, Âu Dương Na Na                                              | Thủy thủ: Lý Thần, Sa Dật, Trịnh Khải, Angelababy, Quách Kỳ Lân, Thái Từ Khôn, Ngô Tuyên Nghi, Âu Dương Na Na                                                                                      | Thủy thủ: Lý Thần, Sa Dật, Trịnh Khải, Angelababy, Quách Kỳ Lân, Thái Từ Khôn, Ngô Tuyên Nghi, Âu Dương Na Na                                                                                      | Thủy thủ: Lý Thần, Sa Dật, Trịnh Khải, Angelababy, Quách Kỳ Lân, Thái Từ Khôn, Ngô Tuyên Nghi, Âu Dương Na Na                                                                                      | Hải tặc: Không có | Các thủy thủ chân chính ngồi lên 6 chiếc ghế được lắp ghép lại (ngồi được 8 thành viên) để biết được bí mật lập nghiệp thành công của tiền bối.                                                   | Các thủy thủ chân chính ngồi lên 6 chiếc ghế được lắp ghép lại (ngồi được 8 thành viên) để biết được bí mật lập nghiệp thành công của tiền bối.                                                   | Tất cả thắng                        | Phần cuối, Đoàn Anh Em cùng nhau tham gia nghi thức khởi động tàu, giới thiệu về hành trình tiếp theo... |

## Mùa 9: Lý Thần, Trịnh Khải, Angelababy, Sa Dật, Thái Từ Khôn, Hoàng Húc Hi, Tống Vũ Kỳ
| Tập               | Địa điểm                | Chủ đề                                            | Khách mời                                                                    | Đội | Đội | Đội | Đội | Đội | Nhiệm vụ | Kết quả | Kết quả | Ghi chú |
| ----------------- | ----------------------- | ------------------------------------------------- | ---------------------------------------------------------------------------- | --- | --- | --- | --- | --- | --- | --- | --- | --- |
| 1                 | Chu Hải - Quảng Đông    | Chạy nhanh nào, nhân viên mới!                    | Cát Khắc Tuyển Dật, Bạch Lộc, Tần Hạo, Đặng Tử Kỳ                            | Không chia đội (Thi đấu cá nhân) | Không chia đội (Thi đấu cá nhân) | Không chia đội (Thi đấu cá nhân) | Không chia đội (Thi đấu cá nhân) | Không chia đội (Thi đấu cá nhân) | Thi đấu để "giành" được cơ hội tăng ca | Tất cả đều được tăng ca (trừ Bạch Lộc)                                                                                     | Tất cả đều được tăng ca (trừ Bạch Lộc) | Vũ Kỳ đang trong thời gian cách ly nên không tham gia ghi hình. |
| 2                 | Chu Hải - Quảng Đông    | Trận chiến bảo vệ quốc bảo                        | Tần Hạo, Bạch Lộc, Đặng Tử Kỳ, Trương Hàm Vận                                | Nhà thẩm định: Lý Thần, Angelababy, Trịnh Khải, Hoàng Húc Hi, Bạch Lộc, Trương Hàm Vận. | Nhà thẩm định: Lý Thần, Angelababy, Trịnh Khải, Hoàng Húc Hi, Bạch Lộc, Trương Hàm Vận. | Nhà thẩm định: Lý Thần, Angelababy, Trịnh Khải, Hoàng Húc Hi, Bạch Lộc, Trương Hàm Vận. | Nội gián: Sa Dật, Tần Hạo, Đặng Tử Kỳ. W: Thái Từ Khôn. | Nội gián: Sa Dật, Tần Hạo, Đặng Tử Kỳ. W: Thái Từ Khôn. | Thi đấu cá nhân để giành được thứ tự thẩm định. | Nội gián, W thắng. | Nội gián, W thắng. | - Vũ Kỳ đang trong thời gian cách ly nên không tham gia ghi hình. - Tuy nội gián, W thắng nhưng quyết định không phá huỷ Ngũ Ngưu đồ. |
| 3                 | Chu Hải - Quảng Đông    | Trận chiến bảo vệ quốc bảo                        | Tần Hạo, Bạch Lộc, Đặng Tử Kỳ, Trương Hàm Vận                                | Nhà thẩm định: Lý Thần, Angelababy, Trịnh Khải, Hoàng Húc Hi, Bạch Lộc, Trương Hàm Vận. | Nhà thẩm định: Lý Thần, Angelababy, Trịnh Khải, Hoàng Húc Hi, Bạch Lộc, Trương Hàm Vận. | Nhà thẩm định: Lý Thần, Angelababy, Trịnh Khải, Hoàng Húc Hi, Bạch Lộc, Trương Hàm Vận. | Nội gián: Sa Dật, Tần Hạo, Đặng Tử Kỳ. W: Thái Từ Khôn. | Nội gián: Sa Dật, Tần Hạo, Đặng Tử Kỳ. W: Thái Từ Khôn. | Nhà thẩm định: Thẩm định được món đồ cổ thật và bảo vệ Ngũ Ngưu đồ. Nội gián, W: Ngăn chặn các nhà thẩm định tìm ra được đồ thật và phá huỷ Ngũ Ngưu đồ.                                                | Nội gián, W thắng. | Nội gián, W thắng. | - Vũ Kỳ đang trong thời gian cách ly nên không tham gia ghi hình. - Tuy nội gián, W thắng nhưng quyết định không phá huỷ Ngũ Ngưu đồ. |
| 4                 | Vô Tích                 | Tam Quốc                                          | Trương Bân Bân, Trương Thiều Hàm, Mạnh Giai, Lý Thuần, Hà Hoằng San, Châu Dã | Tôn Sách & Đại Kiều - Lý Thần, Lý Thuần. Lưu Bị & Tôn Thượng Hương - Sa Dật, Mạnh Giai. Gia Cát Lượng & Hoàng Nguyệt Anh - Trịnh Khải, Hà Hoằng San. Điêu Thuyền & Lữ Bố - Angelababy, Trương Bân Bân. Chu Du & Tiểu Kiều - Thái Từ Khôn, Trương Thiều Hàm. Tào Phi & Chân Cơ - Hoàng Húc Hi, Châu Dã.                                          | Tôn Sách & Đại Kiều - Lý Thần, Lý Thuần. Lưu Bị & Tôn Thượng Hương - Sa Dật, Mạnh Giai. Gia Cát Lượng & Hoàng Nguyệt Anh - Trịnh Khải, Hà Hoằng San. Điêu Thuyền & Lữ Bố - Angelababy, Trương Bân Bân. Chu Du & Tiểu Kiều - Thái Từ Khôn, Trương Thiều Hàm. Tào Phi & Chân Cơ - Hoàng Húc Hi, Châu Dã.                                          | Tôn Sách & Đại Kiều - Lý Thần, Lý Thuần. Lưu Bị & Tôn Thượng Hương - Sa Dật, Mạnh Giai. Gia Cát Lượng & Hoàng Nguyệt Anh - Trịnh Khải, Hà Hoằng San. Điêu Thuyền & Lữ Bố - Angelababy, Trương Bân Bân. Chu Du & Tiểu Kiều - Thái Từ Khôn, Trương Thiều Hàm. Tào Phi & Chân Cơ - Hoàng Húc Hi, Châu Dã.                                          | Tôn Sách & Đại Kiều - Lý Thần, Lý Thuần. Lưu Bị & Tôn Thượng Hương - Sa Dật, Mạnh Giai. Gia Cát Lượng & Hoàng Nguyệt Anh - Trịnh Khải, Hà Hoằng San. Điêu Thuyền & Lữ Bố - Angelababy, Trương Bân Bân. Chu Du & Tiểu Kiều - Thái Từ Khôn, Trương Thiều Hàm. Tào Phi & Chân Cơ - Hoàng Húc Hi, Châu Dã.                                          | Nhân vật chính: Trương Giác - Tổng biên tập Vu Dương. | Tìm và lấy trứng của nhân vật chính để có thể quay về thế giới thực. | Chu Du & Tiểu Kiều thắng, cả hai quay về thế giới hiện thực và nhận được quà của nhà tài trợ là tượng đất sét Huệ Sơn.     | Chu Du & Tiểu Kiều thắng, cả hai quay về thế giới hiện thực và nhận được quà của nhà tài trợ là tượng đất sét Huệ Sơn. | Vũ Kỳ đang trong thời gian cách ly nên không tham gia ghi hình. |
| 5                 | Tế Nam - Sơn Đông       | Animal Castle "Cung điện động vật"                | Trần Phi Vũ, Tất Văn Quân                                                    | Đội đỏ: Lý Thần, Sa Dật, Trần Phi Vũ Đội xanh: Trịnh Khải, Angelababy, Tất Văn Quân Đội trắng: Thái Từ Khôn, Hoàng Húc Hi, Tống Vũ Kỳ | Đội đỏ: Lý Thần, Sa Dật, Trần Phi Vũ Đội xanh: Trịnh Khải, Angelababy, Tất Văn Quân Đội trắng: Thái Từ Khôn, Hoàng Húc Hi, Tống Vũ Kỳ | Đội đỏ: Lý Thần, Sa Dật, Trần Phi Vũ Đội xanh: Trịnh Khải, Angelababy, Tất Văn Quân Đội trắng: Thái Từ Khôn, Hoàng Húc Hi, Tống Vũ Kỳ | Đội đỏ: Lý Thần, Sa Dật, Trần Phi Vũ Đội xanh: Trịnh Khải, Angelababy, Tất Văn Quân Đội trắng: Thái Từ Khôn, Hoàng Húc Hi, Tống Vũ Kỳ | Đội đỏ: Lý Thần, Sa Dật, Trần Phi Vũ Đội xanh: Trịnh Khải, Angelababy, Tất Văn Quân Đội trắng: Thái Từ Khôn, Hoàng Húc Hi, Tống Vũ Kỳ | - Thi đấu để có được chỉ tiêu khí thải carbon dioxide đạt mức quy định (206kg) và đi đến ''Vùng đất lành''. - Những động vật không đạt chỉ tiêu sẽ bị làm thành tiêu bản.                               | Lý Thần, Sa Dật, Trần Phi Vũ, Tống Vũ Kỳ thắng                                                                             | Lý Thần, Sa Dật, Trần Phi Vũ, Tống Vũ Kỳ thắng | Phút cuối, những người chiến thắng phải chơi một trò chơi trí nhớ thẻ bài, liên tiếp thắng 10 lần mới có thể thực sự đến được ''Vùng đất lành'' nhưng thất bại nên tất cả đều bị làm thành tiêu bản. |
| 6                 | Tế Nam - Sơn Đông       | Tình yêu ở Tế Nam                                 | Miêu Miêu                                                                    | Trịnh Khải | Lý Thần, Angelababy, Sa Dật, Thái Từ Khôn, Hoàng Húc Hi, Tống Vũ Kỳ, Miêu Miêu | Lý Thần, Angelababy, Sa Dật, Thái Từ Khôn, Hoàng Húc Hi, Tống Vũ Kỳ, Miêu Miêu | Lý Thần, Angelababy, Sa Dật, Thái Từ Khôn, Hoàng Húc Hi, Tống Vũ Kỳ, Miêu Miêu | Lý Thần, Angelababy, Sa Dật, Thái Từ Khôn, Hoàng Húc Hi, Tống Vũ Kỳ, Miêu Miêu | - Đoàn anh em: - Đưa Miêu Miêu đi tham quan và bảo vệ bảng tên của cô ấy - Bí mật tạo lời chúc phúc mà không bị Miêu Miêu phát hiện. - Trịnh Khải: Đuổi theo và xé bảng tên của Miêu Miêu.              | Đoàn anh em hoàn thành nhiệm vụ, mỗi người nhận được một huy hiệu hồ lô vàng, trừ Trịnh Khải do không hoàn thành nhiệm vụ. | Đoàn anh em hoàn thành nhiệm vụ, mỗi người nhận được một huy hiệu hồ lô vàng, trừ Trịnh Khải do không hoàn thành nhiệm vụ. | Kỷ niệm 1 năm ngày cưới của Trịnh Khải và Miêu Miêu. |
| 7                 | Hồ Châu - Chiết Giang   | Ai là ngôi sao siêu việt                          | A Vân Ca, Lý Quân Nhuệ, Tào Bính Côn                                         | Đội vàng: Lý Thần, Angelababy, Sa Dật, A Vân Ca, Tào Bính Côn Đội xanh: Trịnh Khải, Thái Từ Khôn, Hoàng Húc Hi, Tống Vũ Kỳ, Lý Quân Nhuệ | Đội vàng: Lý Thần, Angelababy, Sa Dật, A Vân Ca, Tào Bính Côn Đội xanh: Trịnh Khải, Thái Từ Khôn, Hoàng Húc Hi, Tống Vũ Kỳ, Lý Quân Nhuệ | Đội đỏ: Lý Thần, Tống Vũ Kỳ Đội vàng: Angelababy, Lý Quân Nhuệ Đội đen: Trịnh Khải, Tào Bính Côn Đội xanh lá: Sa Dật, Hoàng Húc Hi Đội xanh: Thái Từ Khôn, A Vân Ca | Đội đỏ: Lý Thần, Tống Vũ Kỳ Đội vàng: Angelababy, Lý Quân Nhuệ Đội đen: Trịnh Khải, Tào Bính Côn Đội xanh lá: Sa Dật, Hoàng Húc Hi Đội xanh: Thái Từ Khôn, A Vân Ca | Đội đỏ: Lý Thần, Tống Vũ Kỳ Đội vàng: Angelababy, Lý Quân Nhuệ Đội đen: Trịnh Khải, Tào Bính Côn Đội xanh lá: Sa Dật, Hoàng Húc Hi Đội xanh: Thái Từ Khôn, A Vân Ca | - Chia làm 2 đội chơi, tìm đồng đội thật sự - Tránh Bellman và về đích khi thời gian của đội hết. | Đội đỏ thắng | Đội đỏ thắng | Thứ hạng chung cuộc: Hạng 1 - Đội đỏ Hạng 2 - Đội đen Hạng 3 - Đội xanh |
| 8                 | Hồ Châu - Chiết Giang   | Chuyến du lịch đãi vàng ở vùng nông thôn xinh đẹp | A Vân Ca, Kim Tĩnh, Lý Thấm, Đàm Tùng Vận, Châu Bút Sướng                    | Đội đỏ: Lý Thần, Angelababy, Thái Từ Khôn, A Vân Ca, Kim Tĩnh, Đàm Tùng Vận Đội trắng: Trịnh Khải, Sa Dật, Hoàng Húc Hi, Tống Vũ Kỳ, Lý Thấm, Châu Bút Sướng | Đội đỏ: Lý Thần, Angelababy, Thái Từ Khôn, A Vân Ca, Kim Tĩnh, Đàm Tùng Vận Đội trắng: Trịnh Khải, Sa Dật, Hoàng Húc Hi, Tống Vũ Kỳ, Lý Thấm, Châu Bút Sướng | Đội đỏ: Lý Thần, Angelababy, Thái Từ Khôn, A Vân Ca, Kim Tĩnh, Đàm Tùng Vận Đội trắng: Trịnh Khải, Sa Dật, Hoàng Húc Hi, Tống Vũ Kỳ, Lý Thấm, Châu Bút Sướng | Đội đỏ: Lý Thần, Angelababy, Thái Từ Khôn, A Vân Ca, Kim Tĩnh, Đàm Tùng Vận Đội trắng: Trịnh Khải, Sa Dật, Hoàng Húc Hi, Tống Vũ Kỳ, Lý Thấm, Châu Bút Sướng | Đội trưởng đội đỏ: Kim Tĩnh Đội trưởng đội trắng: Châu Bút Sướng | Tìm và loại bỏ "Đội trưởng" đội đối phương để giành lấy chìa khóa còn lại để mở hộp rương báu | Đội đỏ thắng | Đội đỏ thắng | |
| 9                 | Vô Tích                 | Bí mật trong túi                                  | Quách Kỳ Lân, Chu Khiết Quỳnh                                                | Không chia đội (Thi đấu cá nhân) | Không chia đội (Thi đấu cá nhân) | Không chia đội (Thi đấu cá nhân) | Không chia đội (Thi đấu cá nhân) | Không chia đội (Thi đấu cá nhân) | - "Biến đá thành vàng" - Thi đấu để nhận chiếc túi đựng vật phẩm (kích cỡ túi tùy thuộc vào thứ hạng thi đấu) - Bảo vệ mình và "bóng dục vọng" của chính mình khỏi miếng dán "Không"                    | Tất cả đều lấy được vàng (Trừ Sa Dật, Quách Kỳ Lân)                                                                        | - Vì lí do riêng nên chương trình đã thay đổi thời gian phát sóng của tập này (Từ tập 5 -> tập 9). - Do tập này Vũ Kỳ vẫn đang trong thời gian cách ly nên không thể tham gia ghi hình. - Ở vòng cuối các vật phẩm sẽ được qui đổi thành vàng 1 kg vật phẩm = 1g vàng (1 miếng vàng) - Tuy thắng nhưng các thành viên phải thỏa mãn từng yêu cầu dục vọng của mình nên phải chia đều vàng cho các "cái bóng dục vọng" của chính mình. Sau khi chia đều kết quả như sau: • Angelababy (3g), Hoàng Húc Hi (2,8~3g) • Trịnh Khải (2,1~2g), Lý Thần (1,6~2g) • Chu Khiết Quỳnh (0,85~1g), Thái Từ Khôn (0,75~1g) • Quách Kỳ Lân và Sa Dật (0g). - Sa Dật lúc đầu có 12g vàng nhưng đến cuối giờ "bóng dục vọng" của chính mình bị dán miếng dán "Không" nên số vàng bị trừ còn 0g vàng. - Quách Kỳ Lân do mở phải nhưng rương trừ vàng nên sau cùng bị âm -2 miếng vàng | - Vì lí do riêng nên chương trình đã thay đổi thời gian phát sóng của tập này (Từ tập 5 -> tập 9). - Do tập này Vũ Kỳ vẫn đang trong thời gian cách ly nên không thể tham gia ghi hình. - Ở vòng cuối các vật phẩm sẽ được qui đổi thành vàng 1 kg vật phẩm = 1g vàng (1 miếng vàng) - Tuy thắng nhưng các thành viên phải thỏa mãn từng yêu cầu dục vọng của mình nên phải chia đều vàng cho các "cái bóng dục vọng" của chính mình. Sau khi chia đều kết quả như sau: • Angelababy (3g), Hoàng Húc Hi (2,8~3g) • Trịnh Khải (2,1~2g), Lý Thần (1,6~2g) • Chu Khiết Quỳnh (0,85~1g), Thái Từ Khôn (0,75~1g) • Quách Kỳ Lân và Sa Dật (0g). - Sa Dật lúc đầu có 12g vàng nhưng đến cuối giờ "bóng dục vọng" của chính mình bị dán miếng dán "Không" nên số vàng bị trừ còn 0g vàng. - Quách Kỳ Lân do mở phải nhưng rương trừ vàng nên sau cùng bị âm -2 miếng vàng |
| 10                | Tam Á                   | Trận chiến bảo vệ lương thực                      | Vương Gia Nhĩ, Trương Triết Hạn, Hứa Khải, Đổng Tư Thành                     | Chia đội vòng đầu (do các thành viên tự quyết định): Đội sức mạnh: Lý Thần, Trịnh Khải (Vòng 2), Hoàng Húc Hi, Tống Vũ Kỳ, Vương Gia Nhĩ, Đổng Tư Thành Đội trí tuệ: Angelababy, Trịnh Khải (Vòng 1,3), Sa Dật, Thái Từ Khôn, Trương Triết Hạn, Hứa Khải                                                                                        | Chia đội vòng đầu (do các thành viên tự quyết định): Đội sức mạnh: Lý Thần, Trịnh Khải (Vòng 2), Hoàng Húc Hi, Tống Vũ Kỳ, Vương Gia Nhĩ, Đổng Tư Thành Đội trí tuệ: Angelababy, Trịnh Khải (Vòng 1,3), Sa Dật, Thái Từ Khôn, Trương Triết Hạn, Hứa Khải                                                                                        | Chia đội vòng đầu (do các thành viên tự quyết định): Đội sức mạnh: Lý Thần, Trịnh Khải (Vòng 2), Hoàng Húc Hi, Tống Vũ Kỳ, Vương Gia Nhĩ, Đổng Tư Thành Đội trí tuệ: Angelababy, Trịnh Khải (Vòng 1,3), Sa Dật, Thái Từ Khôn, Trương Triết Hạn, Hứa Khải                                                                                        | Chia đội vòng cuối (do khán giả quyết định): Team sức mạnh: Lý Thần, Trịnh Khải, Thái Từ Khôn, Hoàng Húc Hi, Tống Vũ Kỳ, Hứa Khải Team trí tuệ: Angelababy, Sa Dật, Vương Gia Nhĩ, Trương Triết Hạn, Đổng Tư Thành | Chia đội vòng cuối (do khán giả quyết định): Team sức mạnh: Lý Thần, Trịnh Khải, Thái Từ Khôn, Hoàng Húc Hi, Tống Vũ Kỳ, Hứa Khải Team trí tuệ: Angelababy, Sa Dật, Vương Gia Nhĩ, Trương Triết Hạn, Đổng Tư Thành | Thi đấu để trở thành người có nhiều lương thực nhất | Thái Từ Khôn, Hứa Khải thắng                                                                                               | - Hai thành viên ít lương thực nhất Vương Gia Nhĩ, Đổng Tư Thành phải chịu hình phạt quay một vlog "Hành động đĩa cứng" để kêu gọi mọi người "Quý Trọng Lương Thực". | - Hai thành viên ít lương thực nhất Vương Gia Nhĩ, Đổng Tư Thành phải chịu hình phạt quay một vlog "Hành động đĩa cứng" để kêu gọi mọi người "Quý Trọng Lương Thực". |
| 11 (Tập đặc biệt) | Tam Á                   | Cuộc đua giải nhiệt - Đập tan cái nóng mùa hè     | Tiêu Kính Đằng, Vương Gia Nhĩ, Ngô Tuyên Nghi                                | Căn cứ vào Nhiệt độ của Máy điều hòa không khí mà phân thành hai đội là Đội nóng: Lý Thần, Sa Dật, Hoàng Húc Hi, Vương Gia Nhĩ, Ngô Tuyên Nghi Đội lạnh: Angelababy, Trịnh Khải, Thái Từ Khôn, Tống Vũ Kỳ, Tiêu Kính Đằng | Căn cứ vào Nhiệt độ của Máy điều hòa không khí mà phân thành hai đội là Đội nóng: Lý Thần, Sa Dật, Hoàng Húc Hi, Vương Gia Nhĩ, Ngô Tuyên Nghi Đội lạnh: Angelababy, Trịnh Khải, Thái Từ Khôn, Tống Vũ Kỳ, Tiêu Kính Đằng | Căn cứ vào Nhiệt độ của Máy điều hòa không khí mà phân thành hai đội là Đội nóng: Lý Thần, Sa Dật, Hoàng Húc Hi, Vương Gia Nhĩ, Ngô Tuyên Nghi Đội lạnh: Angelababy, Trịnh Khải, Thái Từ Khôn, Tống Vũ Kỳ, Tiêu Kính Đằng | Căn cứ vào Nhiệt độ của Máy điều hòa không khí mà phân thành hai đội là Đội nóng: Lý Thần, Sa Dật, Hoàng Húc Hi, Vương Gia Nhĩ, Ngô Tuyên Nghi Đội lạnh: Angelababy, Trịnh Khải, Thái Từ Khôn, Tống Vũ Kỳ, Tiêu Kính Đằng | Căn cứ vào Nhiệt độ của Máy điều hòa không khí mà phân thành hai đội là Đội nóng: Lý Thần, Sa Dật, Hoàng Húc Hi, Vương Gia Nhĩ, Ngô Tuyên Nghi Đội lạnh: Angelababy, Trịnh Khải, Thái Từ Khôn, Tống Vũ Kỳ, Tiêu Kính Đằng | Thi đấu để nhận được cơ hội vào phòng nghỉ ngơi có nhiệt độ mát mẻ và tham gia các trò chơi trải nghiệm ở cuối chương trình.                                                                            | Tất cả đều nhận được Dây chuyền Sao biểnvàng                                                                               | - Ở các vòng, đội thua sẽ được nhận một huân chương lao động. Các đội nhận được huân chương sẽ cử số thành viên tương ứng với số huân chương nhận được để tham gia lao động. - Cuối chương trình, Đội lạnh chọn ra 2 thành viên là Thái Từ Khôn, Angelababy, và Đội nóng chọn ra 1 thành viên là Lý Thần để tham gia lao động - lặn 10 mét và cấy San hô, tái tạo Rạn san hô dưới Đáy biển. | - Ở các vòng, đội thua sẽ được nhận một huân chương lao động. Các đội nhận được huân chương sẽ cử số thành viên tương ứng với số huân chương nhận được để tham gia lao động. - Cuối chương trình, Đội lạnh chọn ra 2 thành viên là Thái Từ Khôn, Angelababy, và Đội nóng chọn ra 1 thành viên là Lý Thần để tham gia lao động - lặn 10 mét và cấy San hô, tái tạo Rạn san hô dưới Đáy biển. |
| 12                | Hàng Châu - Chiết Giang | Hành động lúc Bình minh                           | Tống Tổ Nhi, Mạnh Tử Nghĩa, Khương Trinh Vũ                                  | Lê Minh - Lý Thần Các học sinh - Angelababy, Trịnh Khải, Sa Dật, Tống Vũ Kỳ, Tống Tổ Nhi, Mạnh Tử Nghĩa, Khương Trinh Vũ | Lê Minh - Lý Thần Các học sinh - Angelababy, Trịnh Khải, Sa Dật, Tống Vũ Kỳ, Tống Tổ Nhi, Mạnh Tử Nghĩa, Khương Trinh Vũ | Lê Minh - Lý Thần Các học sinh - Angelababy, Trịnh Khải, Sa Dật, Tống Vũ Kỳ, Tống Tổ Nhi, Mạnh Tử Nghĩa, Khương Trinh Vũ | Tử Dạ, Người liên lạc - Thái Từ Khôn Tiểu Hắc - Hoàng Húc Hi | Tử Dạ, Người liên lạc - Thái Từ Khôn Tiểu Hắc - Hoàng Húc Hi | Các học sinh: Tìm và giúp đỡ Lê Minh Các học sinh và Lê Minh: Tìm và loại bỏ "Tử Dạ" để lấy lại bản đồ lộ tuyến đến điạ điểm mới của trường                                                             | Lê Minh, Các học sinh thắng                                                                                                | Lê Minh, Các học sinh thắng | Đến cuối cùng tất cả đều nhận được quà kỉ niệm là một con dấu được làm từ đá Thanh Điền. |
| 12                | Hàng Châu - Chiết Giang | Hành động lúc Bình minh                           | Tống Tổ Nhi, Mạnh Tử Nghĩa, Khương Trinh Vũ                                  | Lê Minh - Lý Thần Các học sinh - Angelababy, Trịnh Khải, Sa Dật, Tống Vũ Kỳ, Tống Tổ Nhi, Mạnh Tử Nghĩa, Khương Trinh Vũ | Lê Minh - Lý Thần Các học sinh - Angelababy, Trịnh Khải, Sa Dật, Tống Vũ Kỳ, Tống Tổ Nhi, Mạnh Tử Nghĩa, Khương Trinh Vũ | Lê Minh - Lý Thần Các học sinh - Angelababy, Trịnh Khải, Sa Dật, Tống Vũ Kỳ, Tống Tổ Nhi, Mạnh Tử Nghĩa, Khương Trinh Vũ | Tử Dạ, Người liên lạc - Thái Từ Khôn Tiểu Hắc - Hoàng Húc Hi | Tử Dạ, Người liên lạc - Thái Từ Khôn Tiểu Hắc - Hoàng Húc Hi | Tử Dạ và Tiểu Hắc: Tìm và loại bỏ "Lê Minh" để phá hoại chuyến đi. Người liên lạc: Đưa manh mối về "Tử Dạ" (Nhưng "Người liên lạc" và "Tử Dạ" là một người)                                             | Lê Minh, Các học sinh thắng                                                                                                | Lê Minh, Các học sinh thắng | Đến cuối cùng tất cả đều nhận được quà kỉ niệm là một con dấu được làm từ đá Thanh Điền. |
| 13                | Hàng Châu - Chiết Giang | Quyết đấu với tổ sản xuất                         | Vu Dương, Trần Lập Nông                                                      | Không chia đội (Thi đấu đồng đội). Nhưng các thành viên đều sở hữu một thân phận riêng - Thân phận được quyết định trên chiếc hộp mà các thành viên chọn: - Thái Từ Khôn: Mèo (thân phận đặc biệt) - Lý Thần: Khỉ - Angelababy: Trâu - Trịnh Khải: Dê - Sa Dật: Gà - Hoàng Húc Hi: Lợn - Tống Vũ Kỳ: Rồng - Vu Dương: Ngựa - Trần Lập Nông: Thỏ | Không chia đội (Thi đấu đồng đội). Nhưng các thành viên đều sở hữu một thân phận riêng - Thân phận được quyết định trên chiếc hộp mà các thành viên chọn: - Thái Từ Khôn: Mèo (thân phận đặc biệt) - Lý Thần: Khỉ - Angelababy: Trâu - Trịnh Khải: Dê - Sa Dật: Gà - Hoàng Húc Hi: Lợn - Tống Vũ Kỳ: Rồng - Vu Dương: Ngựa - Trần Lập Nông: Thỏ | Không chia đội (Thi đấu đồng đội). Nhưng các thành viên đều sở hữu một thân phận riêng - Thân phận được quyết định trên chiếc hộp mà các thành viên chọn: - Thái Từ Khôn: Mèo (thân phận đặc biệt) - Lý Thần: Khỉ - Angelababy: Trâu - Trịnh Khải: Dê - Sa Dật: Gà - Hoàng Húc Hi: Lợn - Tống Vũ Kỳ: Rồng - Vu Dương: Ngựa - Trần Lập Nông: Thỏ | Không chia đội (Thi đấu đồng đội). Nhưng các thành viên đều sở hữu một thân phận riêng - Thân phận được quyết định trên chiếc hộp mà các thành viên chọn: - Thái Từ Khôn: Mèo (thân phận đặc biệt) - Lý Thần: Khỉ - Angelababy: Trâu - Trịnh Khải: Dê - Sa Dật: Gà - Hoàng Húc Hi: Lợn - Tống Vũ Kỳ: Rồng - Vu Dương: Ngựa - Trần Lập Nông: Thỏ | Không chia đội (Thi đấu đồng đội). Nhưng các thành viên đều sở hữu một thân phận riêng - Thân phận được quyết định trên chiếc hộp mà các thành viên chọn: - Thái Từ Khôn: Mèo (thân phận đặc biệt) - Lý Thần: Khỉ - Angelababy: Trâu - Trịnh Khải: Dê - Sa Dật: Gà - Hoàng Húc Hi: Lợn - Tống Vũ Kỳ: Rồng - Vu Dương: Ngựa - Trần Lập Nông: Thỏ | Đoàn Anh Em thi đấu để tìm và chỉ định ra người có thân phận "Mèo". Nếu chỉ định chính xác thì Tổ sản xuất sẽ chịu hình phạt "Bom nước cỡ lớn" và nếu không chính xác thì Đoàn Anh Em sẽ chịu hình phạt | Đoàn Anh Em thắng | Đoàn Anh Em thắng | |

## Mùa 10: Lý Thần, Trịnh Khải, Angelababy, Sa Dật, Thái Từ Khôn, Châu Thâm, Bạch Lộc
| Tập | Địa điểm              | Chủ đề                         | Khách mời | Đội | Nhiệm vụ | Kết quả | Ghi chú |
| --- | --------------------- | ------------------------------ | --- | --- | --- | --- | --- |
| 1   | Lạc Sơn, Tứ Xuyên     | Cuộc hẹn trở lại thanh xuân    | Hồ Ngạn Bân, Lâm Doãn, Tống Nghiên Phi, Mạnh Tử Nghĩa, Mạnh Giai                                                  | Tất cả thi đấu đồng đội. 6 cặp đôi tương ứng với nguyên tác: Cặp 1: Lâm Duẫn - Lý Thần Cặp 2: Bạch Lộc - Trịnh Khải Cặp 3: Angelababy - Thái Từ Khôn Cặp 4: Mạnh Tử Nghĩa - Sa Dật Cặp 5: Tống Nghiên Phi - Châu Thâm Cặp 6: Mạnh Giai - Hồ Ngạn Bân | Thi đấu để tìm bạn đồng hành qua thư -Tất cả ghép đôi chính xác thành 6 cặp đôi tương ứng với nguyên tác thì hoàn thành nhiệm vụ | Nhiệm vụ thất bại | - Chỉ có cặp đôi Lâm Duẫn - Lý Thần và Mạnh Tử Nghĩa - Sa Dật ghép đôi chính xác. |
| 2   | Hàng Châu,Chiết Giang | Hạnh phúc tựa như hoa          | Dung Tổ Nhi, Mao Hiểu Đồng, Lý Thù Hàm, Vương Hạc Đệ, Đường Cửu Châu                                              | Chia đội vòng đầu: Đội đỏ: Angelababy, Lý Thù Hàm, Đường Cửu Châu Đội xanh: Bạch Lộc, Trịnh Khải, Vương Hạc Đệ Đội đen: Dung Tổ Nhi, Lý Thần, Sa Dật Đội trắng: Mao Hiểu Đồng, Thái Từ Khôn, Châu Thâm | | Đội đen thắng | - Đến cuối chương trình Lý Thần đã tặng phần thưởng của mình cho Mao Hiểu Đồng. |
| 2   | Hàng Châu,Chiết Giang | Hạnh phúc tựa như hoa          | Dung Tổ Nhi, Mao Hiểu Đồng, Lý Thù Hàm, Vương Hạc Đệ, Đường Cửu Châu                                              | Chia đội vòng cuối: Đội xanh: Bạch Lộc, Mao Hiểu Đồng, Trịnh Khải, Thái Từ Khôn, Vương Hạc Đệ, Đường Cửu Châu Đội đen: Dung Tổ Nhi, Angelababy, Lý Thần, Sa Dật, Châu Thâm, Lý Thù Hàm | | Đội đen thắng | - Đến cuối chương trình Lý Thần đã tặng phần thưởng của mình cho Mao Hiểu Đồng. |
| 3   | Hàng Châu,Chiết Giang | Vụ điều tra tài khoản nặc danh | Vương Hạc Đệ, Trương Bích Thần, Trương Đại Đại                                                                    | Người nặc danh: Angelababy, Lý Thần (Luật sư của ngài W), Sa Dật Phe người tốt: Trịnh Khải, Thái Từ Khôn, Châu Thâm, Bạch Lộc, Vương Hạc Đệ, Trương Bích Thần, Trương Đại Đại | Người nặc danh: Truy tìm người nhiều tiền R nhất loại bỏ họ và những người tốt khác để chiếm đoạt 10 triệu R | Người nặc danh thắng | - Người nặc danh thực chất là "cảnh sát ngầm" mai phục bên ngài W, vì trong tay W nắm vô số tiền ảo phi pháp nên họ đã bày ra thế trận này để bắt ngài W về quy án. |
| 3   | Hàng Châu,Chiết Giang | Vụ điều tra tài khoản nặc danh | Vương Hạc Đệ, Trương Bích Thần, Trương Đại Đại                                                                    | Người nặc danh: Angelababy, Lý Thần (Luật sư của ngài W), Sa Dật Phe người tốt: Trịnh Khải, Thái Từ Khôn, Châu Thâm, Bạch Lộc, Vương Hạc Đệ, Trương Bích Thần, Trương Đại Đại | Người tốt: Tìm người nặc danh đã gửi email sỉ nhục ngài W và bảo vệ tiền R của mình và thành viên nhiều tiền R nhất (Thái Từ Khôn - 5 triệu R) | Người nặc danh thắng | - Người nặc danh thực chất là "cảnh sát ngầm" mai phục bên ngài W, vì trong tay W nắm vô số tiền ảo phi pháp nên họ đã bày ra thế trận này để bắt ngài W về quy án. |
| 4   | Lạc Sơn, Tứ Xuyên     | Bí sự Nga Mi                   | Hồ Ngạn Bân, Vương Cúc                                                                                            | Không chia đội (Thi đấu cá nhân) | Chiến thắng các thử thách để dành được vũ khí quý giá và được xác nhận bí tịch của bản thân | Trịnh Khải, Bạch Lộc, Hồ Ngạn Bân thắng | |
| 5   | Lệ Thủy, Chiết Giang  | Cuộc tranh bá "Vua nấm hương"  | Tô Kiến Tín, Tần Tiêu Hiền, Ngô Tuyên Nghi, Vu Dương, Trần Hựu Duy                                                | Đội xanh: Thái Từ Khôn (C), Lý Thần, Angelababy, Châu Thâm, Vu Dương , Tần Tiêu Hiền Đội trắng: Trịnh Khải (C), Sa Dật, Bạch Lộc, Tô Kiến Tín, Trần Hựu Duy, Ngô Tuyên Nghi | Nhiệm vụ chung: Sợ hữu nhiều nấm hương hơn | Đội Trắng thắng | - Các thành viên đội xanh (ngoại trừ Thái Từ Khôn) và Trịnh Khải được gấp đôi phần thưởng do thực hiện được nhiệm vụ bí mật và Trịnh Khải đoán ra được nhiệm vụ bí mật - Các thành viên đội trắng tặng cho mỗi người trong đội xanh một bịch nấm hương |
| 5   | Lệ Thủy, Chiết Giang  | Cuộc tranh bá "Vua nấm hương"  | Tô Kiến Tín, Tần Tiêu Hiền, Ngô Tuyên Nghi, Vu Dương, Trần Hựu Duy                                                | Đội xanh: Thái Từ Khôn (C), Lý Thần, Angelababy, Châu Thâm, Vu Dương , Tần Tiêu Hiền Đội trắng: Trịnh Khải (C), Sa Dật, Bạch Lộc, Tô Kiến Tín, Trần Hựu Duy, Ngô Tuyên Nghi | Thành viên: Các thành viên mỗi đội phải thực hiện nhiệm vụ bí mật mà đạo diễn giao cho Đội trưởng: Đoán ra nhiệm vụ bí mật của các thành viên đội mình | Trịnh Khải đoán ra được nhiệm vụ bí mật của các thành viên đội mình | - Các thành viên đội xanh (ngoại trừ Thái Từ Khôn) và Trịnh Khải được gấp đôi phần thưởng do thực hiện được nhiệm vụ bí mật và Trịnh Khải đoán ra được nhiệm vụ bí mật - Các thành viên đội trắng tặng cho mỗi người trong đội xanh một bịch nấm hương |
| 6   | Lệ Thủy, Chiết Giang  | Nếu thế giới không có âm nhạc  | Tô Kiến Tín, Chu Vân Phong, Tần Tiêu Hiền, Thiện Y Thuần                                                          | Việc chia đội do các thành viên tự quyết định: - Hiệp hội "Không âm nhạc" Hội trưởng: Bạch Lộc Thành viên: Lý Thần, Trịnh Khải, Sa Dật - Hiệp hội "Yêu âm nhạc" Ốc Sên & Vàng Anh: Chu Vân Phong & Châu Thâm Thành viên: Angelababy, Thái Từ Khôn, Tô Kiến Tín, Tần Tiêu Hiền, Thiện Y Thuần                                                                                   | Hiệp hội "Yêu âm nhạc": Tìm và loại bỏ Hội trưởng "Hiệp hội không âm nhạc" Hiệp hội "Không âm nhạc": Tìm và loại bỏ Ốc Sên & Vàng Anh của "Hiệp hội yêu âm nhạc " | Hiệp hội "Không âm nhạc" thắng | |
| 7   | Kim Hoa, Chiết Giang  | Ẩm thực Triều Tống             | Nghê Hồng Khiết, Viên Á Duy, Kim Thần, Kim Tĩnh                                                                   | Chia đội theo ngụ ý tốt đẹp các thành viên và khách mời ăn được trong đùi gà: Nhị Thần: Lý Thần, Kim Thần - Ngũ phúc lâm môn. Nhị Dương: Sa Dật, Nghê Hồng Khiết - Tam dương khai thái. Nhị Long: Châu Thâm, Viên Á Duy - Nhị long đằng phi. Khôn khóa: Thái Từ Khôn, Kim Tĩnh - Tứ quý bình an. Thuận Thuận: Angelababy, Bạch Lộc - Nhất phàm phong thuận, Lục Lục đại thuận. | Bốc thẻ trong Quy Phụ Ngọc Chúc: Thẻ đồ ăn: Cá x2, Thịt x2, Trứng x1. Thẻ Thưởng-Phạt: Thưởng x2, Phạt x3. Thưởng + Trứng/cá/Thịt = Trứng đại bàng/Đài sen bọc cá/Lẩu thịt thỏ. Phạt + Tr/C/T = Canh trứng rau cải trắng ngâm/Thạch cá trích đỏ/Lẩu phân bò. 2 thẻ đồ ăn = không được ăn. 2 thẻ phạt = ăn hết Phạt + Tr/C/T T+P=1(T+đồ ăn)+1(P+đồ ăn). Được đổi thẻ trong các lượt chơi kết tiếp (đội về nhất và về nhì có cơ hội đổi). | Đội Thuận Thuận thắng, được ăn trứng đại bàng Đội Nhị Thần không ăn món gì cả Đội Nhị Dương ăn lẩu phân bò Đội Nhị Long ăn thạch cá trích đỏ Đội Khóa Khôn ăn canh trứng cải ướp thối và Hoa sen nhụy cá + Bát Hà cung Đội Baby và BaiLu, Kun và KT chiến thắng, được thưởng thức "Tống Yến" | - Vì lí do riêng nên Trịnh Khải không tham gia ghi hình. |
| 8   | Kim Hoa, Chiết Giang  | Lời đề nghị khiến tôi lung lay | Dương Địch, Kim Thần, Kim Tĩnh, Lý Đản                                                                            | Việc lựa chọn cty qua mỗi năm do các thành viên tự quyết định và lựa chọn cuối cùng là: Văn hóa Cười Bò: Lý Đản (C), Lý Thần, Angelababy, Bạch Lộc Địch Quẩy Party: Dương Địch (C), Sa Dật, Châu Thâm HH Chân Thành: Kim Tĩnh (C), Thái Từ Khôn, Kim Thần | Nhân viên: Giành mức lương cao cho mình, hai người có mức lương thấp nhất sẽ phải chịu hình phạt, hai thành viên có mức lương tích lũy nhiều nhất sẽ giành chiến thắng Ông (bà) chủ: Thông qua việc chào mời nhân viên, giành được nhiều giải thưởng trong ngành hơn, ông (bà) chủ nào có trong tay nhiều vốn nhất sẽ giành chiến thắng, ông (bà) chủ nào có vốn thấp nhất sẽ phải chịu hình phạt                                       | Châu Thâm, Kim Thần, Lý Đản (C) thắng | - Vì lí do riêng nên Trịnh Khải không tham gia ghi hình. - Hai nhân viên và Chủ cty có mức lương thấp nhất là: Thái Từ Khôn, Bạch Lộc, Kim Tĩnh sẽ phải chịu hình phạt. |
| 9   | Xương Cát,Tân Cương   | Tân Tây Vực giao thương ký     | Coco Lee - Lý Văn, Nhiếp Viễn, Ngụy Đại Huân, Hy Lâm Na Y Cao                                                     | Các đại lý kinh doanh: Lý Thần, Angelababy, Thái Từ Khôn, Châu Thâm, Coco Lee - Lý Văn, Hy Lâm Na Y Cao,Bạch Lộc Cá muối: Sa Dật, Nhiếp Viễn, Ngụy Đại Huân | Tất cả thi đấu để có thể tham khảo sự biến động tăng giảm của một mặt hàng và chọn các mặt hàng muốn đầu tư để thu nhập xu R | Các đại lý kinh doanh thắng | - Vì lí do riêng nên Trịnh Khải không tham gia ghi hình. |
| 9   | Xương Cát,Tân Cương   | Tân Tây Vực giao thương ký     | Coco Lee - Lý Văn, Nhiếp Viễn, Ngụy Đại Huân, Hy Lâm Na Y Cao                                                     | Các đại lý kinh doanh: Lý Thần, Angelababy, Thái Từ Khôn, Châu Thâm, Coco Lee - Lý Văn, Hy Lâm Na Y Cao,Bạch Lộc Cá muối: Sa Dật, Nhiếp Viễn, Ngụy Đại Huân | Các đại lý kinh doanh: Tìm và loại bỏ 3 "cá muối" Cá muối: Che giấu thân phận và giành ít nhất 2 vị trí trong top 5 bảng chung xếp hạng xu R | Các đại lý kinh doanh thắng | - Vì lí do riêng nên Trịnh Khải không tham gia ghi hình. |
| 10  | Xương Cát,Tân Cương   | Cuộc so tài với quán quân      | Lưu Canh Hồng, Ngụy Đại Huân và các Quán quân Olympic: Lữ Tiểu Quân, Trương Thường Ninh, Từ Mộng Đào, Cao Đình Vũ | Đội đỏ: Lý Thần, Angelababy, Sa Dật, Thái Từ Khôn, Châu Thâm, Bạch Lộc Đội xanh: Lưu Canh Hồng, Nguỵ Đại Huân, Lữ Tiểu Quân, Trương Thường Ninh, Từ Mộng Đào, Cao Đình Vũ | Thi đấu sức bền tổng hợp để thu thập ngọc đạn. Vòng chơi cuối đội có ngọc đạn về đích đầu tiên sẽ giành chiến thắng | Đội xanh thắng | - Vì lí do riêng nên Trịnh Khải không tham gia ghi hình. - Ở vòng chơi cuối ngọc đạn của Lưu Canh Hồng về đích đầu tiên nên nhận được thêm một phần thưởng. - Vì đội đỏ thất bại nên phải chịu hình phạt tập thể dục rèn luyện theo Lưu Canh Hồng ở cuối chương trình. |
| 11  | Turfan, Tân Cương     | Ôm lấy tôi trước khi đêm xuống | Lục Kha Nhiên, An Kỳ                                                                                              | Không chia đội (Tất cả thi đấu đồng đội) | Thi đấu để loại bỏ điểm đến tiếp theo không chính xác và hoàn thành thử thách cuối cùng trước thời gian quy định để có thể đến địa điểm biểu diễn phát hành bài hát mới của Thái Từ Khôn | Tất cả hoàn thành nhiệm vụ | - Vì lí do riêng nên Trịnh Khải không tham gia ghi hình. - Trong lúc ghi hình có xảy ra hiện tượng Bão cát nên chương trình đã trì hoãn thời gian ghi hình khoảng 20 phút. - Hai vòng chơi cuối Thái Từ Khôn không tham gia thử thách nhằm chuẩn bị cho buổi biểu diễn phát hành bài hát mới. - Ở vòng chơi cuối tất cả đã hoàn thành thử thách trước thời gian quy định nên có thể đến xem buổi biểu diễn phát hành bài hát mới của Thái Từ Khôn. |
| 12  | Turfan, Tân Cương     | Truy tìm "Thợ săn vàng"        | Triệu Lộ Tư, Tưởng Đôn Hào                                                                                        | Không chia đội (Tất cả thi đấu cá nhân) Thợ săn vàng: Trịnh Khải | Thi đấu để thu thập vàng và manh mối về "Thợ săn vàng". Vòng cuối tìm và loại bỏ "Thợ săn vàng" để giành lại vàng đã bị đánh cắp | Angelababy, Thái Từ Khôn, Châu Thâm thắng và Tất cả có thể giành lại được vàng | - Vì lí do riêng nên Trịnh Khải không tham gia ghi hình nhưng Trịnh Khải vẫn ghi hình qua video call. - Vì do không thể tham gia ghi hình nên đạo diễn ghi hình của Trịnh Khải sẽ thay mặt thực hiện nhiệm vụ xé bảng tên các thành viên theo thứ tự quyết định của anh. - Vì Trịnh Khải không tham gia ghi hình nên các thành viên phải tìm biển người của Trịnh Khải và xé bảng tên mini trên biển người để có thể tìm được vị trí cất giấu vàng. - Sau khi tìm lại được vàng các thành viên đã phân phát lại vàng cho các thành viên chiến thắng ở từng trò. Ở trò chơi cuối Angelababy, Thái Từ Khôn và Châu Thâm giành chiến thắng nhận thêm được 8 phần vàng nên họ đã chia đều vàng cho các thành viên. |

## Mùa 11: Lý Thần, Trịnh Khải, Angelababy, Sa Dật, Tống Vũ Kỳ, Châu Thâm, Bạch Lộc, Phạm Thừa Thừa
| Tập           | Địa điểm                | Chủ đề                               | Khách mời                                                       | Đội | Đội | Đội | Nhiệm vụ | Nhiệm vụ | Kết quả | Ghi chú |
| ------------- | ----------------------- | ------------------------------------ | --------------------------------------------------------------- | --- | --- | --- | --- | --- | --- | --- |
| 0 (Pre_ view) | Thành Đô, Tứ Xuyên      | Cuộc truy kích quanh thành phố       | Trương Tịnh Nghi, Hàn Canh, Tô Tỉnh, Trương Đại Tịnh            | Phân chia đội dựa vào kết quả của vòng chơi tìm kiếm hiện vật: - Đội truy kích: Lý Thần, Châu Thâm, Phạm Thừa Thừa, Trương Tịnh Nghi - Đội Thái dương Thần điểu: Trịnh Khải, Angelababy, Sa Dật, Tống Vũ Kỳ, Bạch Lộc, Hàn Canh, Tô Tỉnh, Trương Đại Tịnh | Phân chia đội dựa vào kết quả của vòng chơi tìm kiếm hiện vật: - Đội truy kích: Lý Thần, Châu Thâm, Phạm Thừa Thừa, Trương Tịnh Nghi - Đội Thái dương Thần điểu: Trịnh Khải, Angelababy, Sa Dật, Tống Vũ Kỳ, Bạch Lộc, Hàn Canh, Tô Tỉnh, Trương Đại Tịnh | Phân chia đội dựa vào kết quả của vòng chơi tìm kiếm hiện vật: - Đội truy kích: Lý Thần, Châu Thâm, Phạm Thừa Thừa, Trương Tịnh Nghi - Đội Thái dương Thần điểu: Trịnh Khải, Angelababy, Sa Dật, Tống Vũ Kỳ, Bạch Lộc, Hàn Canh, Tô Tỉnh, Trương Đại Tịnh | - Đội truy kích: Truy bắt được tất cả thành viên đội Thái dương Thần điểu | Đội Thái dương Thần điểu: Trong 8 thành viên chỉ cần 1 thành viên thắp sáng được totem sẽ giành chiến thắng và trong lúc làm nhiệm vụ phải tránh khỏi sự truy bắt của đội Truy kích                                                        | Đội truy kích thắng | - Đến cuối cùng đội chiến thắng nhận được phần thưởng "Thái dương Thần điểu" bằng vàng. |
| 1             | Thành Đô, Tứ Xuyên      | Cuộc truy kích quanh thành phố       | Trương Tịnh Nghi, Hàn Canh, Tô Tỉnh, Trương Đại Tịnh            | Phân chia đội dựa vào kết quả của vòng chơi tìm kiếm hiện vật: - Đội truy kích: Lý Thần, Châu Thâm, Phạm Thừa Thừa, Trương Tịnh Nghi - Đội Thái dương Thần điểu: Trịnh Khải, Angelababy, Sa Dật, Tống Vũ Kỳ, Bạch Lộc, Hàn Canh, Tô Tỉnh, Trương Đại Tịnh | Phân chia đội dựa vào kết quả của vòng chơi tìm kiếm hiện vật: - Đội truy kích: Lý Thần, Châu Thâm, Phạm Thừa Thừa, Trương Tịnh Nghi - Đội Thái dương Thần điểu: Trịnh Khải, Angelababy, Sa Dật, Tống Vũ Kỳ, Bạch Lộc, Hàn Canh, Tô Tỉnh, Trương Đại Tịnh | Phân chia đội dựa vào kết quả của vòng chơi tìm kiếm hiện vật: - Đội truy kích: Lý Thần, Châu Thâm, Phạm Thừa Thừa, Trương Tịnh Nghi - Đội Thái dương Thần điểu: Trịnh Khải, Angelababy, Sa Dật, Tống Vũ Kỳ, Bạch Lộc, Hàn Canh, Tô Tỉnh, Trương Đại Tịnh | - Đội truy kích: Truy bắt được tất cả thành viên đội Thái dương Thần điểu | Đội Thái dương Thần điểu: Trong 8 thành viên chỉ cần 1 thành viên thắp sáng được totem sẽ giành chiến thắng và trong lúc làm nhiệm vụ phải tránh khỏi sự truy bắt của đội Truy kích                                                        | Đội truy kích thắng | - Đến cuối cùng đội chiến thắng nhận được phần thưởng "Thái dương Thần điểu" bằng vàng. |
| 2             | Thành Đô, Tứ Xuyên      | Trò chơi kỳ ảo                       | Trần Triết Viễn, Trương Đại Đại, Mã Bá Khiên                    | Phe quân Cơ: Sa Dật, Tống Vũ Kỳ, Bạch Lộc, Trần Triết Viễn, Mã Bá Khiên | - Phe quân Bích: Lý Thần, Trịnh Khải, Phạm Thừa Thừa - Phe Joker: Angelababy, Châu Thâm, Trương Đại Đại | - Phe quân Bích: Lý Thần, Trịnh Khải, Phạm Thừa Thừa - Phe Joker: Angelababy, Châu Thâm, Trương Đại Đại | Tất cả tham gia thi đấu để có thể giành được kim cương qua từng vòng và chiến thắng vòng chơi cuối để có thể quy đổi thành phần thưởng | Vòng cuối, 3 phe tham gia thi đấu trí tuệ trên "Ván cờ K cơ" phe nào đưa con cờ trên bàn cờ về phía mình đầu tiên sẽ giành chiến thắng | Phe quân Cơ thắng | Kết quả cuối cùng: - Bạch Lộc có 1344 viên kim cương đổi được 20 hạt đậu vàng. - Vũ Kỳ & Triết Viễn có 544 viên kim cương đổi được 10 hạt đậu vàng. - Sa Dật và Mã Bá Khiên có 272 viên kim cương đổi được 5 hạt đậu vàng.      |
| 3             | Thành Đô, Tứ Xuyên      | Mị ảnh trong gương                   | Quan Hiểu Đồng, Trương Nhất Sơn, Cát Khắc Tuyển Dật             | Không chia đội (Tất cả thi đấu cá nhân - Các thành viên ban đầu đều giữ thân phận "Người trong gương") | Không chia đội (Tất cả thi đấu cá nhân - Các thành viên ban đầu đều giữ thân phận "Người trong gương") | Không chia đội (Tất cả thi đấu cá nhân - Các thành viên ban đầu đều giữ thân phận "Người trong gương") | Tất cả tham gia thi đấu để trở thành "người thật" duy nhất có thể đập vỡ gương thần để phá bỏ lời nguyền thì sẽ giành chiến thắng | Tất cả tham gia thi đấu để trở thành "người thật" duy nhất có thể đập vỡ gương thần để phá bỏ lời nguyền thì sẽ giành chiến thắng | Trịnh Khải thắng | - Vì lí do riêng nên Baby không tham gia ghi hình. |
| 4             | Quý Dương, Quý Châu     | Buổi hòa nhạc thanh xuân             | Các thành viên nhóm INTO1                                       | Đội Vàng: Các thành viên nhóm Anh em Đội Xanh: Các thành viên nhóm INTO1 | Đội Vàng: Các thành viên nhóm Anh em Đội Xanh: Các thành viên nhóm INTO1 | Đội Vàng: Các thành viên nhóm Anh em Đội Xanh: Các thành viên nhóm INTO1 | Xếp đúng top 5 bài hát theo khảo sát của người dân Quý Châu | Xếp đúng top 5 bài hát theo khảo sát của người dân Quý Châu | Hòa (Cả nhóm Anh em và nhóm INTO1 đều có 5 ca sĩ chính tương ứng cho bài hát cuối cùng)                                                                                               | - Vì lí do riêng nên Baby và Vũ Kỳ không tham gia ghi hình. |
| 5             | Quý Dương, Quý Châu     | Ký ức Quý Dương                      | Nhiếp Viễn, Mạnh Giai, Hoàng Tiêu Vân                           | Đội Nâu: Châu Thâm (C), Phạm Thừa Thừa, Trịnh Khải Đội Hồng: Hoàng Tiêu Vân (C) , Lý Thần, Mạnh Giai Đội Xanh: Nhiếp Viễn (C), Sa Dật, Bạch Lộc | Đội Nâu: Châu Thâm (C), Phạm Thừa Thừa, Trịnh Khải Đội Hồng: Hoàng Tiêu Vân (C) , Lý Thần, Mạnh Giai Đội Xanh: Nhiếp Viễn (C), Sa Dật, Bạch Lộc | Đội Nâu: Châu Thâm (C), Phạm Thừa Thừa, Trịnh Khải Đội Hồng: Hoàng Tiêu Vân (C) , Lý Thần, Mạnh Giai Đội Xanh: Nhiếp Viễn (C), Sa Dật, Bạch Lộc | Hoàn thành nhiệm vụ bí mật liên quan đến Châu Thâm và ngăn Châu Thâm trở thành người tiến cử | Hoàn thành nhiệm vụ bí mật liên quan đến Châu Thâm và ngăn Châu Thâm trở thành người tiến cử | Tất cả các thành viên đã giành được đồ trang sức bằng vàng được thiết kế với chủ đề phong cảnh Quý Dương; Châu Thâm đã chọn làm thêm giờ với Phạm Thừa Thừa để giới thiệu Tháp Jiaxiu | - Vì lí do riêng nên Baby và Vũ Kỳ không tham gia ghi hình. |
| 6             | Quý Dương, Quý Châu     | Bí mật nhà Vua                       | Hầu Minh Hạo, Tiết Khải Kỳ, Chương Nhược Nam, Lý Quân Nhuệ      | Thị vệ: Lý Thần (Thống lĩnh thị vệ), Chương Nhược Nam (thị vệ giữ mật thư), Châu Thâm, Hầu Minh Hạo, Bạch Lộc | Sứ thần nước ngoài: Sa Dật (Kinh Kha), Phạm Thừa Thừa (sứ thần giữ mật thư), Trịnh Khải, Tiết Khải Kỳ, Lí Quân Nhuệ | Sứ thần nước ngoài: Sa Dật (Kinh Kha), Phạm Thừa Thừa (sứ thần giữ mật thư), Trịnh Khải, Tiết Khải Kỳ, Lí Quân Nhuệ | Phe Thị vệ: Tìm ra Kinh Kha, tránh để "Kinh Kha" và thống lĩnh thị vệ ở cùng một đội (Ngoài ra, thị vệ giữ mật thư phải tìm được thống lĩnh thị vệ và đưa thư cho thống lĩnh)                                                              | Phe Sứ thần nước ngoài: Tìm ra Thống lĩnh thị vệ, để "Kinh Kha" và thống lĩnh thị vệ ở cùng một đội (Ngoài ra, sứ thần giữ mật thứ phải tìm được "Kinh Kha" và đưa thư cho "Kinh Kha")                                                     | Phe Thị vệ thắng | - Vì lí do riêng nên Baby và Vũ Kỳ không tham gia ghi hình. |
| 7             | Thiệu Hưng, Chiết Giang | Cuộc thi Thanh lưu                   | Nhiều khách mời                                                 | Vòng đầu, tất cả thành viên khách mời tự quyết định chia đội về các câu lạc bộ do Đoàn Anh em quản lý: - Đội lam: Lý Thần (C), Ngũ Gia Thành, Dịch Đại Thiên, Lâm Hân Nghi, Hứa Hâm Tần (ID: Cửu Vĩ), Tống Lâm - Đội vàng: Angelababy (C), Trần Bích Khả, Từ Mộng Khiết, Trần Hân Uy - Đội tím: Trịnh Khải (C), Đoạn Ngọc, Hàn Thiên Vũ, Ngô Kim Tường (ID: Thanh Thanh) - Đội lục: Châu Thâm (C), Triệu Nhượng, La Cảnh Văn, Trịnh Nãi Hinh, Vương Liễu Nghệ (ID: BaoLan), Tạ Thiên Vũ (ID: Icon) - Đội đỏ: Sa Dật (C), Trương Thần Tiêu, Hứa Kỳ Kiệt, Trương Tử Ninh, Lý Tử Tuyền - Đội hồng: Bạch Lộc (C), Mễ Nhiệt, Trương Dật Kiệt, Tống Tiêu Anh Tử, Phạm Soái Kỳ, Vương Nhất Triết - Đội cam: Phạm Thừa Thừa (C), Phí Khải Minh, Hoàng Tân Thuần, Triệu Lỗi, Trương Gia Nguyên | Chia đội vòng cuối, tất cả các thành viên thuộc câu lạc bộ đã giải tán ở các vòng thi trước đó tự quyết định chia đội về 2 câu lạc bộ tồn tại đến cuối: - Câu lạc bộ của Lý Thần: Angelababy, Phạm Thừa Thừa, Ngũ Gia Thành, Lâm Hân Nghi, Hứa Hâm Tần, Tống Lâm, Triệu Nhượng, Vương Liễu Nghệ, Dịch Đại Thiên, Lý Tử Tuyền, Triệu Lỗi, Từ Mộng Khiết, Trần Bích Kha, Ngô Kim Tường, Hàn Thiên Vũ, Trịnh Nãi Hinh, Đoạn Ngọc, La Cảnh Văn - Câu lạc bộ của Bạch Lộc: Các thành viên còn lại | Chia đội vòng cuối, tất cả các thành viên thuộc câu lạc bộ đã giải tán ở các vòng thi trước đó tự quyết định chia đội về 2 câu lạc bộ tồn tại đến cuối: - Câu lạc bộ của Lý Thần: Angelababy, Phạm Thừa Thừa, Ngũ Gia Thành, Lâm Hân Nghi, Hứa Hâm Tần, Tống Lâm, Triệu Nhượng, Vương Liễu Nghệ, Dịch Đại Thiên, Lý Tử Tuyền, Triệu Lỗi, Từ Mộng Khiết, Trần Bích Kha, Ngô Kim Tường, Hàn Thiên Vũ, Trịnh Nãi Hinh, Đoạn Ngọc, La Cảnh Văn - Câu lạc bộ của Bạch Lộc: Các thành viên còn lại | Tất cả các thành viên tham gia thi đấu theo câu lạc bộ đã chọn để lọt vào top 10 chung cuộc của bảng xếp hạng điểm ASIAD thì sẽ giành được huân chương vàng                                                                                | Tất cả các thành viên tham gia thi đấu theo câu lạc bộ đã chọn để lọt vào top 10 chung cuộc của bảng xếp hạng điểm ASIAD thì sẽ giành được huân chương vàng                                                                                | Lý Thần, Phạm Thừa Thừa, Ngũ Gia Thành, Tống Lâm, Dịch Đại Thiên, Hứa Hâm Tần, Hàn Thiên Vũ, Đoàn Ngọc, Ngô Kim Tường giành được huân chương vàng                                     | - Vì lí do riêng nên Vũ Kỳ không tham gia ghi hình. - Đến cuối cùng, tất cả các thành viên có điểm ASIAD từ 800 trở lên đều có thể nhận được huân chương kỷ niệm của chương trình (trừ Trịnh Khải, Châu Thâm, Hoàng Tân Thuần). |
| 8             | Thiệu Hưng, Chiết Giang | Thiên Mụ kỳ đàm                      | Huỳnh Dịch, Mã Thiên Vũ, Mạnh Tử Nghĩa, Trương Vĩ Lệ, Tưởng Y Y | Thiến Phiến Công chúa - Quạt ba tiêu: Huỳnh Dịch - Lý Thần Tam Thánh Mẫu - Mẫu Liên Đăng: Mạnh Tử Nghĩa - Trịnh Khải Thất Tiên Nữ - Đào Thụ Quân: Angelababy - Mã Thiên Vũ Tây Thi - Trầm Ngư: Tưởng Y Y - Sa Dật Hằng Nga - Thỏ Ngọc: Bạch Lộc - Châu Thâm Trương Tướng Quân - Hãn Huyết Bảo Mã: Trương Vĩ Lệ - Phạm Thừa Thừa | Thiến Phiến Công chúa - Quạt ba tiêu: Huỳnh Dịch - Lý Thần Tam Thánh Mẫu - Mẫu Liên Đăng: Mạnh Tử Nghĩa - Trịnh Khải Thất Tiên Nữ - Đào Thụ Quân: Angelababy - Mã Thiên Vũ Tây Thi - Trầm Ngư: Tưởng Y Y - Sa Dật Hằng Nga - Thỏ Ngọc: Bạch Lộc - Châu Thâm Trương Tướng Quân - Hãn Huyết Bảo Mã: Trương Vĩ Lệ - Phạm Thừa Thừa | Thiến Phiến Công chúa - Quạt ba tiêu: Huỳnh Dịch - Lý Thần Tam Thánh Mẫu - Mẫu Liên Đăng: Mạnh Tử Nghĩa - Trịnh Khải Thất Tiên Nữ - Đào Thụ Quân: Angelababy - Mã Thiên Vũ Tây Thi - Trầm Ngư: Tưởng Y Y - Sa Dật Hằng Nga - Thỏ Ngọc: Bạch Lộc - Châu Thâm Trương Tướng Quân - Hãn Huyết Bảo Mã: Trương Vĩ Lệ - Phạm Thừa Thừa | Tất cả tham gia thi đấu để có thể sưu tầm toàn bộ 156 chữ của bài thơ "Mộng du thiên mụ ngâm lưu biệt". Đến cuối cùng, đội sưu tầm được nhiều chữ của bài thơ nhất sẽ giành chiến thắng                                                    | Tất cả tham gia thi đấu để có thể sưu tầm toàn bộ 156 chữ của bài thơ "Mộng du thiên mụ ngâm lưu biệt". Đến cuối cùng, đội sưu tầm được nhiều chữ của bài thơ nhất sẽ giành chiến thắng                                                    | Đội Tây Thi - Trầm Ngư & Hằng Nga - Thỏ Ngọc giành chiến thắng | - Vì lí do riêng nên Vũ Kỳ không tham gia ghi hình. |
| 9             | Diên Cát, Cát Lâm       | Chiến đấu vì mộng đẹp                | Ngụy Đại Huân, Trương Lăng Hách                                 | Không chia đội (Tất cả thi đấu đồng đội) | Không chia đội (Tất cả thi đấu đồng đội) | Không chia đội (Tất cả thi đấu đồng đội) | Tất cả cùng nhau hoàn thành nhiệm vụ để nhận lấy kinh phí ekip chung. Riêng thành viên chiến thắng ở từng vòng sẽ nhận được số miếng dán tương ứng cho xúc xắc. Vòng chơi cuối các thành viên đổ xúc xắc để quyết định thứ tự vào mua hàng | Tất cả cùng nhau hoàn thành nhiệm vụ để nhận lấy kinh phí ekip chung. Riêng thành viên chiến thắng ở từng vòng sẽ nhận được số miếng dán tương ứng cho xúc xắc. Vòng chơi cuối các thành viên đổ xúc xắc để quyết định thứ tự vào mua hàng | Không ghi nhận kết quả | - Vì lí do riêng nên Vũ Kỳ không tham gia ghi hình. - Vì lí do riêng nên Trịnh Khải không tham ghi hình các vòng chơi cuối. |
| 10            | Diên Cát, Cát Lâm       | Cuộc đại chiến nhân sâm              | Ngụy Đại Huân, Tôn Trân Ni, Thi Bá Vũ, Hứa Hoành Chí            | Đội hồng: Lý Thần, Sa Dật, Bạch Lộc, Ngụy Đại Huân, Tôn Trân Ni Đội lam: Angelababy, Châu Thâm, Phạm Thừa Thừa, Thi Bá Vũ, Hứa Hoành Chí (Vòng cuối) | Đội hồng: Lý Thần, Sa Dật, Bạch Lộc, Ngụy Đại Huân, Tôn Trân Ni Đội lam: Angelababy, Châu Thâm, Phạm Thừa Thừa, Thi Bá Vũ, Hứa Hoành Chí (Vòng cuối) | Đội hồng: Lý Thần, Sa Dật, Bạch Lộc, Ngụy Đại Huân, Tôn Trân Ni Đội lam: Angelababy, Châu Thâm, Phạm Thừa Thừa, Thi Bá Vũ, Hứa Hoành Chí (Vòng cuối) | Thi đấu để giành lấy số lượng nhân sâm lớn hơn ở từng vòng. Vòng chơi cuối, đội chiến thắng có thể nhận lấy toàn bộ số nhân sâm có được | Thi đấu để giành lấy số lượng nhân sâm lớn hơn ở từng vòng. Vòng chơi cuối, đội chiến thắng có thể nhận lấy toàn bộ số nhân sâm có được | Đội hồng thắng | - Vì lí do riêng nên Trịnh Khải và Vũ Kỳ không tham gia ghi hình. |
| 11            | Băng Cốc - Thái Lan     | Vinh quang gia tộc                   | Thái Từ Khôn, Vương Hạc Đệ, Minnie                              | Gia tộc cổ đại | Gia tộc hiện đại | Gia tộc hiện đại | Người thừa kế và Các thành viên gia tộc: Tham gia thi đấu để tìm và loại bỏ Kẻ phản bội và trợ thủ | Kẻ phản bội và Trợ thủ: Tham gia thi đấu để tìm và loại bỏ Người thừa kế | Người thừa kế và Các thành viên gia tộc giành chiến thắng và nhận được phần thưởng.                                                                                                   | - Vì một số vấn đề cá nhân riêng nên hình ảnh của khách mời Thái Từ Khôn trong tập phát sóng này đã được tổ chương cắt sóng toàn bộ.                                                                                            |
| 11            | Băng Cốc - Thái Lan     | Vinh quang gia tộc                   | Thái Từ Khôn, Vương Hạc Đệ, Minnie                              | - Người thừa kế: Angelababy - Kẻ phản bội: Thành viên thứ 6 của gia tộc - Trợ thủ của Kẻ phản bội: Phạm Thừa Thừa - Các thành viên gia tộc: Lý Thần, Sa Dật, Vương Hạc Đệ | - Người thừa kế: Trịnh Khải - Kẻ phản bội: Tống Vũ Kỳ - Trợ thủ của Kẻ phản bội: Bạch Lộc - Các thành viên gia tộc: Châu Thâm, Minnie | - Người thừa kế: Trịnh Khải - Kẻ phản bội: Tống Vũ Kỳ - Trợ thủ của Kẻ phản bội: Bạch Lộc - Các thành viên gia tộc: Châu Thâm, Minnie | Người thừa kế và Các thành viên gia tộc: Tham gia thi đấu để tìm và loại bỏ Kẻ phản bội và trợ thủ | Kẻ phản bội và Trợ thủ: Tham gia thi đấu để tìm và loại bỏ Người thừa kế | Người thừa kế và Các thành viên gia tộc giành chiến thắng và nhận được phần thưởng.                                                                                                   | - Vì một số vấn đề cá nhân riêng nên hình ảnh của khách mời Thái Từ Khôn trong tập phát sóng này đã được tổ chương cắt sóng toàn bộ.                                                                                            |
| 12            | Pattaya - Thái Lan      | Tham gia với chúng tôi! Hội Toán học | Thái Từ Khôn,Vương Hạc Đệ, Sunnee                               | Vòng 1: - Lý Thần, Châu Thâm - Angelababy, Phạm Thừa Thừa - Trịnh Khải, Sa Dật - Bạch Lộc, Vương Hạc Đệ - Sunnee, Thái Từ Khôn | Vòng 2:- Lý Thần, Châu Thâm - Angelababy, Phạm Thừa Thừa - Vương Hạc Đệ, Sa Dật - Bạch Lộc, Trịnh Khải - Sunnee, Thái Từ Khôn | Vòng 3: - Lý Thần, Châu Thâm - Angelababy, Sa Dật - Vương Hạc Đệ, Phạm Thừa Thừa - Bạch Lộc, Trịnh Khải - Sunnee, Thái Từ Khôn | Tổng các số thuộc sở hữu của đội là lớn nhất hoặc nhỏ nhất | Tổng các số thuộc sở hữu của đội là lớn nhất hoặc nhỏ nhất | Lý Thần, Angelababy, Sa Dật, Bạch Lộc, Phạm Thừa Thừa, Vương Hạc Đệ giành được đồ trang sức bằng vàng với thiết kế theo chủ đề voi                                                    | - Vì lí do riêng nên Vũ Kỳ không tham gia ghi hình. - Vì một số vấn đề cá nhân riêng nên hình ảnh của khách mời Thái Từ Khôn trong tập phát sóng này đã được tổ chương cắt sóng toàn bộ.                                        |

## Mùa 12: Lý Thần, Trịnh Khải, Sa Dật, Tống Vũ Kỳ, Châu Thâm, Bạch Lộc, Phạm Thừa Thừa, Trương Chân Nguyên
| Con rối tốt                                                                                         | Con rối xấu                       |
| --------------------------------------------------------------------------------------------------- | --------------------------------- |
| Trịnh Khải, Tống Vũ Kỳ, Sa Dật, Châu Thâm, Trương Chân Nguyên, Trương Nghệ Phàm, Trịnh Nghiệp Thành | Lý Thần, Bạch Lộc, Phạm Thừa Thừa |

| Người đi ngày                                             | Người đi đêm                                                  |
| Lý Thần, Trịnh Khải, Tống Vũ Kỳ, Bạch Lộc, Phạm Thừa Thừa | Sa Dật, Trương Chân Nguyên, Trần Triết Viễn, Chương Nhược Nam |

## Mùa 13: Lý Thần, Trịnh Khải, Sa Dật, Tống Vũ Kỳ, Châu Thâm, Bạch Lộc, Phạm Thừa Thừa, Trương Chân Nguyên, Mạnh Tử Nghĩa, Lý Quân Nhuệ
| Tập | Địa điểm          | Chủ đề                                  | Khách mời                                                           | Đội | Nhiệm vụ | Kết quả                                                                                      | Ghi chú                                                              |
| --- | ----------------- | --------------------------------------- | ------------------------------------------------------------------- | --- | --- | -------------------------------------------------------------------------------------------- | -------------------------------------------------------------------- |
| 1   | Vũ Hán, Hồ Bắc    | Quay lại thập niên 2000                 | Châu Truyền Hùng, Trương Thiều Hàm, Thái Trác Nghiên, Vương Hách Dã | Đội hồng: Sa Dật, Tống Vũ Kỳ, Trương Chân Nguyên, Thái Trác Nghiên Đội xanh: Lý Thần, Mạnh Tử Nghĩa, Châu Thâm, Châu Truyền Hùng Đội đen: Trịnh Khải, Phạm Thừa Thừa, Trương Thiều Hàm, Vương Hách Dã | Giành được số xu Y2 nhiều nhất                                                                                   | Đội hồng chiến thắng và nhận được vật trang trí hình con voi vàng                            | Vì lí do riêng nên Bạch Lộc và Lý Quân Nhuệ không tham gia ghi hinh  |
| 2   | Vũ Hán, Hồ Bắc    | Quay lại thập niên 2000                 | Châu Truyền Hùng, Trương Thiều Hàm, Thái Trác Nghiên, Vương Hách Dã | Đội hồng: Sa Dật, Tống Vũ Kỳ, Trương Chân Nguyên, Thái Trác Nghiên Đội xanh: Lý Thần, Mạnh Tử Nghĩa, Châu Thâm, Châu Truyền Hùng Đội đen: Trịnh Khải, Phạm Thừa Thừa, Trương Thiều Hàm, Vương Hách Dã | Giành được số xu Y2 nhiều nhất                                                                                   | Đội hồng chiến thắng và nhận được vật trang trí hình con voi vàng                            | Vì lí do riêng nên Bạch Lộc và Lý Quân Nhuệ không tham gia ghi hinh  |
| 3   | Vũ Hán, Hồ Bắc    | Đi làm vui vẻ                           | Trương Vũ Kỳ, Trạch Tiêu Văn, Ngô Hân                               | Nhân viên bình thường: Lý Thần, Phạm Thừa Thừa, Trương Vũ Kỳ, Trạch Tiêu Văn, Châu Thâm, Mạnh Tử Nghĩa, Trịnh Khải, Trương Chân Nguyên Trùm Trâu Ngựa: Tống Vũ Kỳ, Ngô Hân Chó Con Vui Vẻ: Sa Dật     | Nhân viên bình thường và Chó Con Vui Vẻ: Tìm ra được 2 Trùm Trâu Ngựa Trùm Trâu Ngựa: Tìm ra Chó Con Vui Vẻ      | Đội Trùm Trâu Ngựa và Trâu Ngựa Con tìm ra được Chó Con Vui Vẻ và dành được phần thưởng vàng | Vì lí do riêng nên Bạch Lộc và Lý Quân Nhuệ không tham gia ghi hinh  |
| 4   | Vũ Hán, Hồ Bắc    | Cuộc đua "Marathon tiếp sức cự li 10km" | Không khách mời                                                     | Không chia đội (Tất cả thi đấu đồng đội) | Thực hiện các nhiệm vụ để nhận manh mối về các trạm và hoàn thành đường đua marathon 10km với hình thức tiếp sức | Tất cả thành viên hoàn thành đường đua cự li 10km                                            | Vì lí do riêng nên Bạch Lộc và Châu Thâm không tham gia ghi hinh     |
| 5   | Tây An, Thiểm Tây | Đối tác thời gian                       | Ninh Tịnh, Vương Hạc Đệ, Mã Bá Khiên                                | Đội đen: Lý Thần, Bạch Lộc, Châu Thâm, Trương Chân Nguyên, Ninh Tịnh, Vương Hạc Đệ Đội trắng: Trịnh Khải, Sa Dật, Phạm Thừa Thừa, Tống Vũ Kỳ, Mạnh Tử Nghĩa, Mã Bá Khiên                              | | Đội trắng chiến thắng                                                                        | Vì lí do riêng nên Lý Quân Nhuệ không tham gia ghi hinh              |
| 6   | Tây An, Thiểm Tây | Sự cám dỗ của vải thiều                 | Ninh Tịnh                                                           | Người nghiện vải thiều: Trịnh Khải, Phạm Thừa Thừa, Mạnh Tử Nghĩa Dân thường: Lý Thần, Sa Dật, Châu Thâm, Tống Vũ Kỳ, Trương Chân Nguyên, Ninh Tịnh                                                   | | Dân thường chiến thắng                                                                       | Vì lí do riêng nên Lý Quân Nhuệ không tham gia ghi hinh              |
| 7   | Tây An, Thiểm Tây |                                         | Ngao Thụy Bằng, Trạch Tử Lộ, Thừa Lỗi                               | Gia tộc Thượng Quan: Lý Thần, Bạch Lộc, Ngao Thụy Bằng, Trạch Tử Lộ Gia tộc Nam Cung: Trịnh Khải, Sa Dật, Phạm Thừa Thừa, Tống Vũ Kỳ, Mạnh Tử Nghĩa Đối tác bí mật: Trương Chân Nguyên, Thừa Lỗi      | | Gia tộc Thượng Quan chiến thắng                                                              | Vì lí do riêng nên Lý Quân Nhuệ và Châu Thâm không tham gia ghi hinh |
| 8   |                   |                                         |                                                                     | | |                                                                                              |                                                                      |